# Одеса
Оде́са (МФА: [ɔˈdɛsɐ] ( прослухати)) — місто в Україні, Одеська область, Одеський район. Адміністративний центр області та району. Третє за кількістю мешканців місто країни після Києва та Харкова. Розташоване на узбережжі Чорного моря. Найбільший морський торговий порт держави. Культурно-освітній, туристичний, торговий, транспортний центр. Складова Одеської міської територіальної громади. Населення — 1 010 537 осіб (2022). Основа економіки — транспортні перевезення, машинобудівна, хімічна, нафтопереробна, харчова та легка промисловості. Працюють 37 закладів вищої освіти, шість театрів, вісім кінотеатрів, філармонія, цирк, музеї, галереї тощо.
Перші поселення на території Одеси засновані близько VII століття до н. е. — III століття н. е. давньогрецькими колоністами. 
У районі теперішнього Приморського бульвару існувало давнє поселення, відоме як Гавань Істріан. Воно перебувало у суперництві з Гаванню Ісіякон, що розташовувалася на іншому березі Одеської затоки. Загалом на території нинішньої Одеси було близько дванадцяти грецьких колоній. Проте їх розвиток припинився після навали гунів у 375 році, і ці землі надовго залишилися майже безлюдними, увійшовши до складу Дикого Поля.
У XIII ст. цю місцевість заселила Ногайська орда, яка через якийсь час влилася до Золотої Орди. Біля 1341 року узбережжя захопило Велике князівство Литовське, яке заклало тут фортецю Коцюбіїв. У XV ст. вона перейшла до складу Османської імперії і була перейменована на Хаджибей. 1789 року фортецю завоювала Російська імперія, яка перейменувала її на Одесу і надала статус міста. У 1819—1859 роках тут діяв торговий режим порто-франко, який сприяв стрімкому економічному розвитку. Впродовж українсько-радянських воєн місто входило до складу УНР, Української держави, більшовицьких і білих сил. 1920 року стало частиною УСРР. Під час Другої світової війни, у 1941—1944 роках, перебувало під окупацією Румунії. Від 1991 року — у складі незалежної України.
Історичний центр Одеси з 2023 року перебуває в списку об'єктів Світової спадщини ЮНЕСКО. У центральній частині міста — ансамбль будівель кінця XVIII—XIX століть у стилях класицизму, ампіру, модерну тощо. У межах Одеси та її околицях знаходяться кліматичні та бальнеологічні курорти. Також під містом знаходиться велика мережа підземних ходів і лабіринтів, які утворюють одну з найбільших у світі катакомб із довжиною тунелів приблизно 2,5 тисячі км.

## Назва
- Одеса (МФА: [ɔˈd̪ɛsɐ] ( прослухати)) — сучасна українська назва, від 1795 року. Уперше назва Одеса з'явилася 10 (21) січня 1795 року[5][6][7]. Назва може бути пов'язана з давньогрецькою колонією Одесо́с (грец. Οδησσός; нині встановлено, що колонія є на місці міста Варна). Наприкінці XVIII століття була мода називати міста грецькими іменами, пов'язана з «Грецьким проєктом» Катерини II (наприклад, Ольвіополь, Севастополь, Сімферополь, Тирасполь тощо).
- Аде́с — стара українська назва[8].
- Коцюбіїв — литовська назва до XVI століття. Наприкінці XIV — початку XV століття північно-західне Причорномор'я перейшло під владу Великого князівства Литовського, це пов'язано з іменем польського шляхтича Кочуби Якушинського. Точна дата появи поселення невідома, а назви в різний час та в різних джерелах відрізняються, наприклад: Кочубїїв, Качубїїв, Качубий, Качибей, Хаджибей, Гаджибей, Аджибей[9][10]. Перша письмова згадка про порт Коцюбіїв (in portu … Kaczubyeiow) Великого князівства Литовського і Руського[11], датується 19 травня 1415 року у польського хроніста Яна Длугоша[12].
- Хаджибе́й (з османської: «той, що здійснив хадж») — назва до 1795 року.
- Істріан — ймовірна назва у VI—III століттях до н. е.[13]

Місто має багато «народних назв». Поширеною є «Одеса-мама», що має відношення до кримінального світу. Час від часу вживаються такі порівняння, назви та словосполучення, як «Перлина Чорного моря», «Південна Пальміра» (у порівнянні з Пальмірою — містом дивовижної краси; відносно сирійської Пальміри. Одеса насправді розташована північніше, проте, відповідно до російського імперського наративу, «Північна Пальміра» — це Санкт-Петербург), «Південна столиця», «Столиця гумору» тощо.

## Символіка

Логотип міста

Офіційно затвердженими символами Одеси є герб, великий герб, стяг та гімн, опис і порядок використання яких визначаються положенням міської ради «Про міську символіку». Герб міста становить іспанський щит червоного кольору із зображенням у середині білого якоря з чотирма лапами. Щит, на великому гербі, обрамлено декоративним золотим картушем й увінчано срібною міською короною у вигляді трьох веж. Під вежею розташовано зображення Золотої Зірки міста-героя, ограненої золотом та діамантом. Прапор складається з прямокутного полотнища, поділеного на три прямовисні смуги — червону, білу та жовту. У центральній, білій, смузі посередині розташований герб міста. Остання зміна стягу та гербу була затверджена 29 квітня 2011 року. 25 серпня 2011 року було затверджено «Статут територіальної громади міста Одеси». Згідно з ним, офіційним гімном міста є «Пісня про Одесу» з оперети Ісака Дунаєвського «Біла акація». Фрагмент мелодії грають куранти на будівлі мерії міста на Приморському бульварі. Крім того, від 5 червня 2012 року місто має свій туристичний логотип.

## Географія

### Розташування та фізична географія

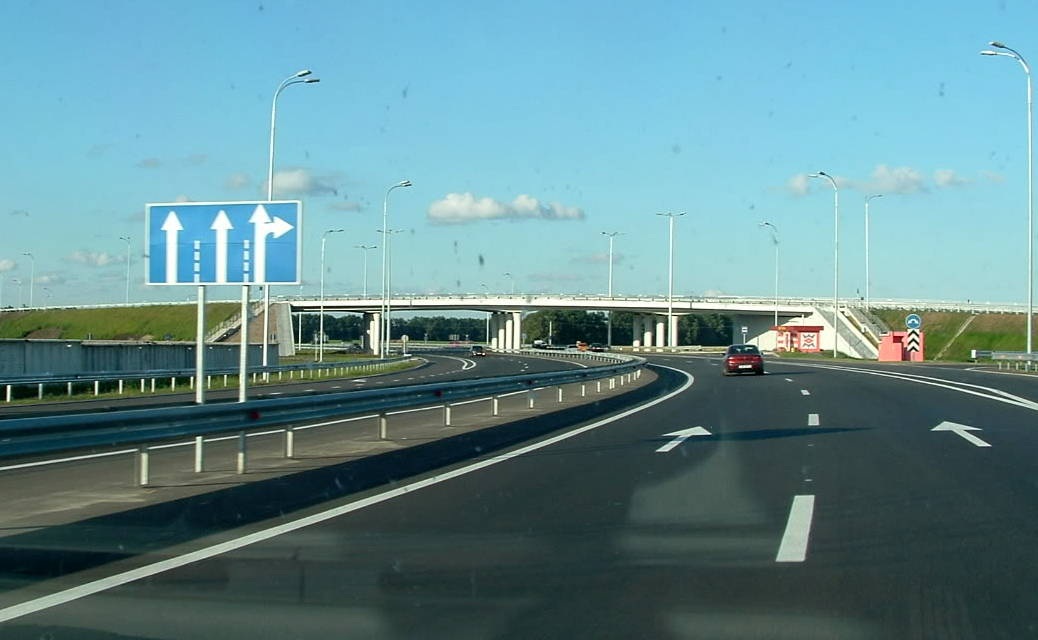
Автошлях, що поєднує Одесу із Києвом.

Одеса розташована на північно-західному узбережжі Чорного моря, на перетині шляхів з Північної та Центральної Європи на Близький Схід та в Азію, у центрі Одеського району однойменної області. Місто перебуває у східноєвропейському часовому поясі. Площа міста сягає 162,42 км². Джерела питної води на території міста нині — це бюветні комплекси, а також централізоване постачання водою Одеси та прилеглих околиць підприємством Інфоксводоканал, що здійснюється з річки Дністер по 40-кілометровому водогону через водозабір у місті Біляївка. Поблизу міста лежать три великих лимани: Куяльницький, Хаджибейський та Сухий.
Місто розташоване на відстані близько 39 км від кордону з Молдовою. Зокрема, саме така відстань між Одесою та пунктом пропуску через державний кордон України «Маяки-Удобне». Одеса розташована у Причорноморській низовині. Середня висота міста над рівнем моря — 50 м. Найвища точка Одеси — Жевахова гора (65 м над рівнем моря), а найнижча — Куяльницький лиман (4,2 м нижче рівня моря).

### Клімат
Клімат Одеси помірно-континентальний з рисами субтропічного, з м'якою зимою, відносно затяжною весною, теплим і довгим, нерідко дуже спекотним, літом, а також довгою та теплою осінню. За класифікації Кеппена — вологий континентальний (Dfb), близький до субтропічного (Cfa). Середньорічна температура повітря становить +13,0 °C, найнижча вона у січні (0,7 °C), найвища — в липні (+24,4 °C). В середньому за рік ув Одесі випадає 592 мм атмосферних опадів, найменше — у жовтні, найбільше — в липні. Мінімальна річна кількість опадів (196 мм) спостерігалась у 1921 році, максимальна (765 мм) — у 2004 році. Максимальну добову кількість опадів (103 мм) зафіксовано 8 червня 1926 року. У середньому за рік у місті спостерігається 112 днів з опадами; найменше їх (6) у вересні, найбільше (14) — у грудні. Відносна вологість повітря становить в середньому 76 %, найменша вона в серпні (66 %), найбільша — у грудні (84 %). Найменша хмарність спостерігається в серпні, найбільша — у грудні. Найбільшу повторюваність в Одесі мають вітри з півночі, найменшу — з південного сходу. Найбільша швидкість вітру спостерігається у січні-лютому, найменша у червні-липні. У січні вона в середньому становить 4,6 м/с, у липні — 3,2 м/с. Найбільше ясних днів спостерігається у серпні, найменше — у грудні. Упродовж року в Одесі спостерігаються різноманітні атмосферні явища: гроза, туман, роса, ожеледиця тощо. Зокрема, туман найчастіше спостерігається у січні-березні, гроза — у червні та липні.
| Температура води Одеси (дані за 1977-1995 роки)             | Температура води Одеси (дані за 1977-1995 роки) | Температура води Одеси (дані за 1977-1995 роки) | Температура води Одеси (дані за 1977-1995 роки) | Температура води Одеси (дані за 1977-1995 роки) | Температура води Одеси (дані за 1977-1995 роки) | Температура води Одеси (дані за 1977-1995 роки) | Температура води Одеси (дані за 1977-1995 роки) | Температура води Одеси (дані за 1977-1995 роки) | Температура води Одеси (дані за 1977-1995 роки) | Температура води Одеси (дані за 1977-1995 роки) | Температура води Одеси (дані за 1977-1995 роки) | Температура води Одеси (дані за 1977-1995 роки) | Температура води Одеси (дані за 1977-1995 роки) |
| Показник                                                    | Січ                                             | Лют                                             | Бер                                             | Кві                                             | Тра                                             | Чер                                             | Лип                                             | Сер                                             | Вер                                             | Жов                                             | Лис                                             | Гру                                             | Рік                                             |
| Абсолютний максимум, °C                                     | 7,6                                             | 6,5                                             | 9,5                                             | 15,4                                            | 22,5                                            | 27                                              | 28                                              | 27                                              | 26                                              | 21,2                                            | 17                                              | 11                                              | 28                                              |
| Середня температура, °C                                     | 4,3                                             | 3,6                                             | 5,2                                             | 8,8                                             | 14,7                                            | 21,7                                            | 24                                              | 24,7                                            | 21,5                                            | 16,7                                            | 11,7                                            | 7,3                                             | 13,7                                            |
| Абсолютний мінімум, °C                                      | 1                                               | 2                                               | 1                                               | 4                                               | 10                                              | 16                                              | 21                                              | 22                                              | 16                                              | 13                                              | 6                                               | 3                                               | 1                                               |
| ----------------------------------------------------------- | ----------------------------------------------- | ----------------------------------------------- | ----------------------------------------------- | ----------------------------------------------- | ----------------------------------------------- | ----------------------------------------------- | ----------------------------------------------- | ----------------------------------------------- | ----------------------------------------------- | ----------------------------------------------- | ----------------------------------------------- | ----------------------------------------------- | ----------------------------------------------- |
| Джерело: ЕСИМ. Температура воды - Одесса - Статистика(рос.) |                                                 |                                                 |                                                 |                                                 |                                                 |                                                 |                                                 |                                                 |                                                 |                                                 |                                                 |                                                 |                                                 |

| Клімат Одеси (1981–2010 роки)              | Клімат Одеси (1981–2010 роки) | Клімат Одеси (1981–2010 роки) | Клімат Одеси (1981–2010 роки) | Клімат Одеси (1981–2010 роки) | Клімат Одеси (1981–2010 роки) | Клімат Одеси (1981–2010 роки) | Клімат Одеси (1981–2010 роки) | Клімат Одеси (1981–2010 роки) | Клімат Одеси (1981–2010 роки) | Клімат Одеси (1981–2010 роки) | Клімат Одеси (1981–2010 роки) | Клімат Одеси (1981–2010 роки) | Клімат Одеси (1981–2010 роки) |
| Показник                                   | Січ.                          | Лют.                          | Бер.                          | Квіт.                         | Трав.                         | Черв.                         | Лип.                          | Серп.                         | Вер.                          | Жовт.                         | Лист.                         | Груд.                         | Рік                           |
| Абсолютний максимум, °C                    | 15,1                          | 18,6                          | 24,1                          | 29,4                          | 33,3                          | 37,2                          | 39,3                          | 38,0                          | 35,4                          | 30,5                          | 26,0                          | 16,3                          | 39,3                          |
| Середній максимум, °C                      | 2,2                           | 2,7                           | 6,6                           | 13,0                          | 19,5                          | 24,0                          | 27,0                          | 26,5                          | 21,0                          | 15,0                          | 8,4                           | 3,7                           | 14,1                          |
| Середня температура, °C                    | −0,5                          | −0,2                          | 3,5                           | 9,4                           | 15,6                          | 20,0                          | 22,6                          | 22,3                          | 17,2                          | 11,6                          | 5,7                           | 1,1                           | 10,7                          |
| Середній мінімум, °C                       | −2,8                          | −2,6                          | 1,0                           | 6,6                           | 12,1                          | 16,3                          | 18,5                          | 18,2                          | 13,5                          | 8,6                           | 3,2                           | −1,2                          | 7,6                           |
| Абсолютний мінімум, °C                     | −26,2                         | −28                           | −16                           | −5,9                          | 0,3                           | 5,2                           | 7,5                           | 7,9                           | −0,8                          | −13,3                         | −14,6                         | −19,6                         | −28                           |
| Середня кількість сонячних годин на місяць | 77                            | 80                            | 125                           | 186                           | 265                           | 291                           | 314                           | 302                           | 240                           | 169                           | 77                            | 57                            | 2183                          |
| Норма опадів, мм                           | 34                            | 37                            | 32                            | 27                            | 36                            | 49                            | 47                            | 39                            | 41                            | 35                            | 41                            | 35                            | 453                           |
| Днів з дощем                               | 9                             | 7                             | 10                            | 11                            | 12                            | 13                            | 10                            | 8                             | 9                             | 10                            | 13                            | 10                            | 122                           |
| Днів зі снігом                             | 11                            | 10                            | 6                             | 0,4                           | 0                             | 0                             | 0                             | 0                             | 0                             | 0,2                           | 4                             | 9                             | 41                            |
| Вологість повітря, %                       | 83                            | 81                            | 78                            | 74                            | 71                            | 70                            | 66                            | 65                            | 72                            | 77                            | 82                            | 84                            | 75                            |
| ------------------------------------------ | ----------------------------- | ----------------------------- | ----------------------------- | ----------------------------- | ----------------------------- | ----------------------------- | ----------------------------- | ----------------------------- | ----------------------------- | ----------------------------- | ----------------------------- | ----------------------------- | ----------------------------- |
| Джерело: Pogoda.ru та NOAA (sun 1961—1990) |                               |                               |                               |                               |                               |                               |                               |                               |                               |                               |                               |                               |                               |

### Екологічний стан
Одеса є великим портом України та має два портові міста-супутники — Чорноморськ (на Сухому лимані) та Південне (на Григорівському лимані). Цей портовий вузол простягається вздовж Чорноморського узбережжя на 60 км та створює досить напружені екологічні умови для морської екосистеми регіону. Забруднення морського середовища відбувається через викиди в море неочищених або недостатньо очищених стічних вод Одеси, а також забрудненого поверхневого стоку з міської території. Є загроза дії небезпечних виробництв у зоні Одеської затоки. У випадку розливу аміаку з аміаковозів і потрапляння його в атмосферу, зона небезпечного для життя ураження охопить увесь берег Одеси, починаючи з міста Південне, включаючи саму Одесу, Крижанівку, Фонтанку, Нову Дофінівку. Після закінчення будівництва терміналу для нафти на 40 мільйонів тонн, з технологічною платформою на відстані 20 км від берега у випадку катастрофи можуть утворюватися смертельно-небезпечні території у радіусі 7,5 км; помірно небезпечний регіон у радіусі 12,5 км.
Забрудненню атмосфери та утворенню значної кількості стічних вод сприяють промислові об'єкти машинобудування, хімії та нафтохімії, перероблювання риби та сільгосппродукції. 75 % сумарного викиду забруднювачів в атмосферу дає автомобільний транспорт та, частково, морські судна, особливо влітку. Очисні споруди Одеси перевантажені та застарілі. Досить часто відбуваються розриви каналізації, і в море потрапляє велика кількість забруднених стічних вод. Практично після кожної зливи одеські пляжі закриваються для купання через небезпечний санітарний стан морського середовища на узбережжі. Річки Дунай, Дніпро та Дністер разом узяті виносять у море за рік близько 100 тисяч тонн фосфатів, до 1 мільйону тонн нітратів та понад 2 мільйонів тонн органічних речовин. Через окислення органічних речовин у воді зникає кисень. Вміст небезпечної для здоров'я бактеріальної мікрофлори у морській воді перевищує норми в сотні тисяч разів.
З 1965 по 1980 роки з метою запобігання зсувів уздовж берегової лінії було збудовано споруди від зсувів — хвилеломи та буни. Ці споруди не тільки відокремили пляжну зону від моря, туди вивели труби дренажних систем, якими скидають щорічно до 20 млн м³ прісної води. Унаслідок цього морська вода на узбережжі опрісніла настільки, що більшість морських тварин-біофільтраторів загинуло. Окрім того, споруди порушили природний водообмін, і пляжні місця для купань практично перетворилися на стічні канави, де купатися та бути на березі небезпечно через засівання піску небезпечними бактеріями. В одному літрі морської води було виявлено понад 250 тис. клітин кишкової палички, а максимальна кількість бактерій в одному літрі морської води на популярному пляжі Аркадія досягала 2,4 мільйона клітин.

## Історія

### Стародавні часи

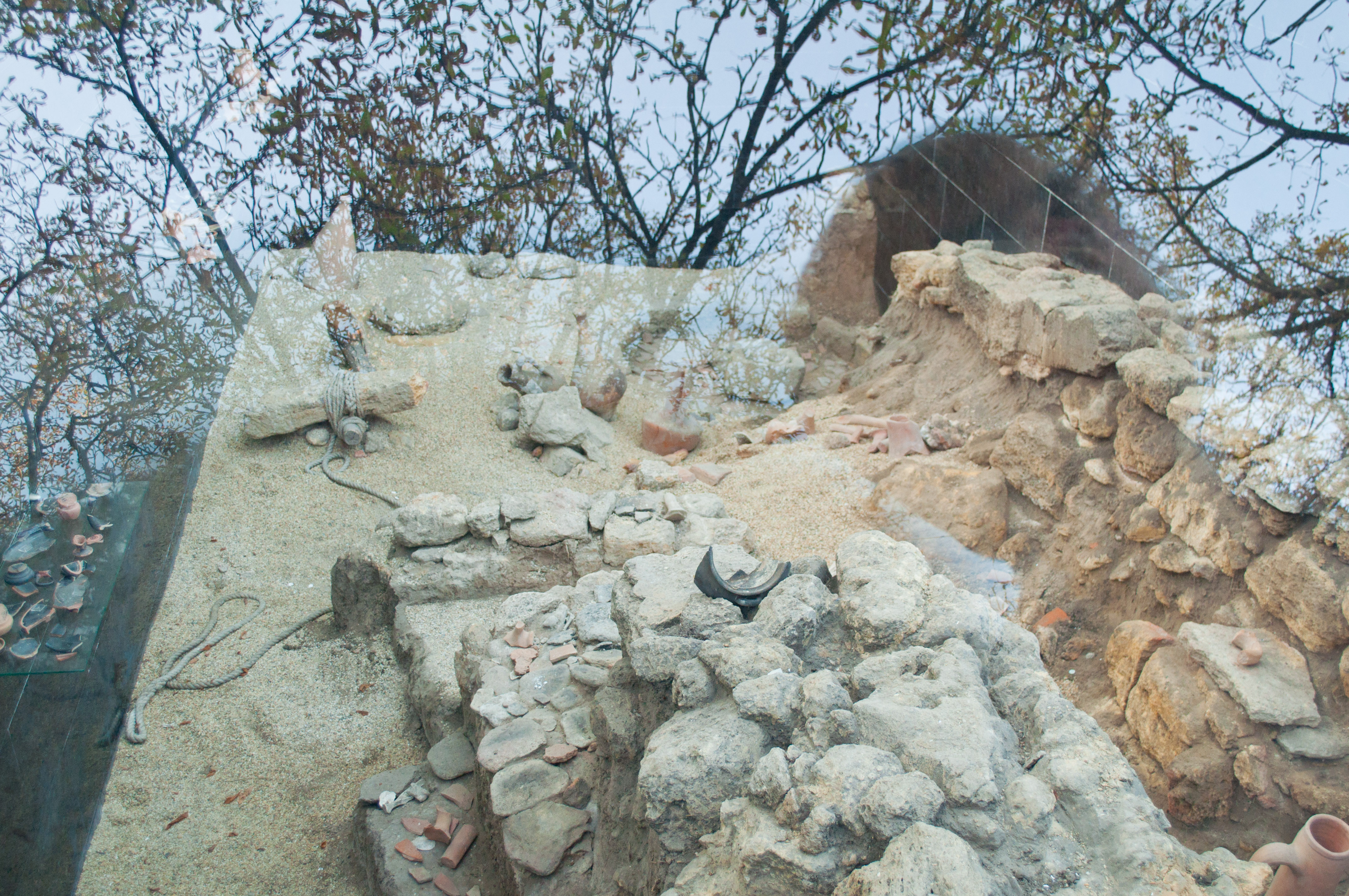
Залишки стародавньої грецької колонії «Гавань Істріан» на Приморському бульварі.

Перші ознаки людей на території сучасної Одеси та її околиць стосуються епохи верхнього палеоліту (58 — 38 століття до нашої ери). У V столітті до н. е. на місці сучасного центру Одеси існувало стародавнє грецьке поселення — «Гавань Істріан». Залишки цієї колонії були знайдені під сучасним Приморським бульваром на глибині 1,5 м, а також на інших вулицях міста. Окрім цього поселення, на території Одеси також налічується близько дванадцяти інших давньогрецьких колоній. Крім інших, на протилежному березі Одеської затоки було поселення «Гавань Ісіякон». Суперництво між мешканцями цих колоній було зумовлене тим, що між ними проходив кордон грецьких міст-колоній Ольвії (на північному сході зі сторони гавані Ісіякон) та Істрії (на півдні зі сторони гавані Істріан). У другій половині IV — початку III століття до н. е. Ольвія вступила в конфлікт із сусідніми грецькими колоніями, Херсонесом та Істрією. Причиною війни стало невдоволення правителями Ольвії сферами впливу в цьому регіоні. На той час гавань Істріан була прикордонним форпостом Істрії, тому через війну це поселення прийшло у запустіння наприкінці IV століття до н. е., а гавань Ісіякон проіснувала ще два століття. Занепад грецьких колоній також був зумовлений вторгненням союзу кочових племен гунів у 375 році нашої ери. Прихід кочовиків на ці землі повністю розорив місцеве населення та перетворив ці землі у Дике Поле, де населення практично не було.

### VII—XIV століття
Близько VII століття тут оселилися Тиверці — слов'янське плем'я, що жило у лісостеповій зоні між Дністром, Прутом і Дунаєм, на територіях біля Чорного моря. Тиверці і уличі, як вважають сучасні дослідники, були нащадками антів і входили до Антського союзу. Близько VII століття тут оселилися Уличі — східнослов'янське плем'я південно-західної групи, що заселяло у VI—IX ст. пониззя Дніпра від р. Росі до Чорного моря у межах розселення антів, нащадками яких вони (як і тиверці) були. Входили до Антського союзу, згодом ці землі увійшли до складу Київської Русі.

### XIV—XV століття
Близько XIV століття, у місцевому степу панувала Ногайська орда, яка згодом влилася до Золотої Орди. В ординські часи, у XIV столітті, на місті колишньої грецької колонії з'явилася генуезька факторія «Джинестра», що торгувала з кочовиками. Генуезці купували у Північному Причорномор'ї здебільшого зерно та рабів. Водночас, на думку науковців, Куяльницький та Хаджибейський лимани почали віддалятися від Чорного моря, у результаті чого утворився природний насип — «Пересип». Це не могло не позначитися на економічному стані краю, позаяк, у наступні роки на цих двох лиманах видобувалося багато солі. На початку 1320-х років одним з основних ворогів Золотої Орди стало Велике князівство Литовське.
У 1324 році до литовського панування відійшли всі землі між Дніпром та Дністром, зокрема й територія сучасного міста.

Медаль Одесі 600 Владислов II Ягайло 1415—2015 автор Олександр Коваль

### Коцюбіїв
При правлінні Вітовта було засновано фортецю Коцюбіїв і торгову пристань біля неї. Перша писемна згадка про це поселення датується 1415 роком.

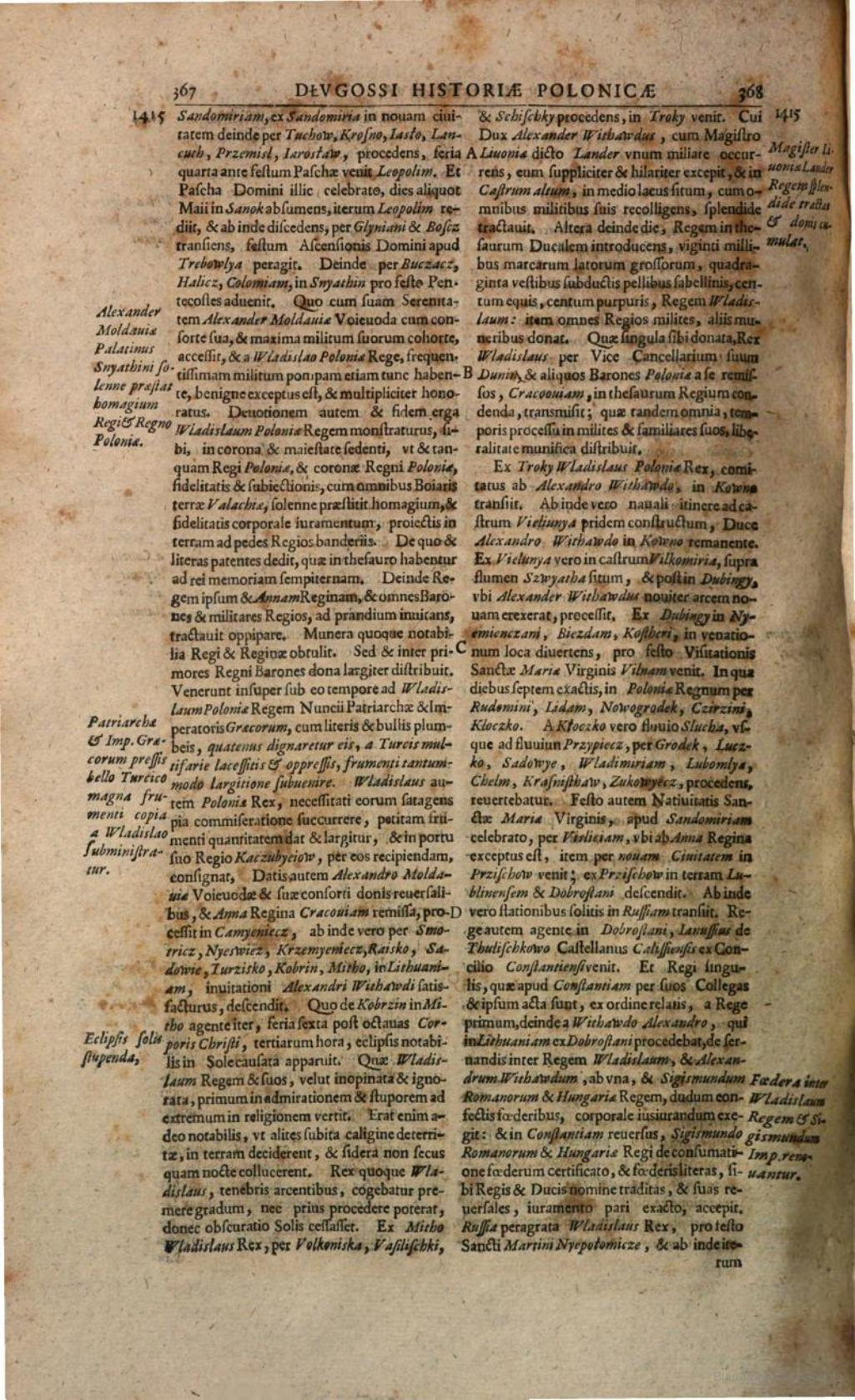
Перша писемна згадка про Коцюбіїв (Kaczubyeiow) 1415 року

1442 року фортеця була надана польським шляхтичам Бучацьким — тодішнім власникам коронного Поділля. Наприкінці XV століття литовсько-польська влада на цих землях послабилася і вони знову прийшли у запустіння.
1484 року ці землі завоювала Османська імперія, а місцеве населення складали переважно татари. У 1765 році османська влада відбудувала стару литовську фортецю, назвавши її «Єні-Дюнья» (в перекладі з османської — «Новий Світ»). Вона знаходилась між сучасними Потьомкінськими сходами та Воронцовським палацом на Приморському бульварі. Цю фортецю неодноразово штурмували запорізькі козаки під проводом Семена Галицького, Петра Калнишевського тощо. 1774 року фортеця була вперше захоплена об'єднаними козацько-російськими військами. Однак, за Кючюк-Кайнарджійським мирним договором її було віддано туркам.

### У складі Російської імперії
Під час Російсько-турецької війни 1787—1792 років фортеця потрапила до уваги військ Олександра Суворова, який прямував на Бендери. Її було взято на світанку між 4 та 5 годиною 14 (25) вересня 1789 року передовим загоном корпусу генерала Івана Гудовича. Загоном командував граф Хосе де Рібас. Активну участь у битві за Хаджибей брало Чорноморське козацьке військо на чолі з отаманами Захарієм Чепігою та Антоном Головатим.
7 червня (27 травня) 1794 року російська імператриця Катерина II підписала рескрипт про влаштування у Хаджибеї військової гавані та купецької пристані. Призначенням нового порту на Чорному морі було розширення торгових зв'язків з Європою. Проєкт розбудови міста було доручено нідерландському військовому інженерові, Францу де Воллану. Будівництво портових споруд та головного собору розпочалося 2 вересня (22 серпня) 1794 року під керівництвом Хосе де Рібаса. Цей день і досі відзначається в Одесі, як день міста. Нова назва Хаджибея — Одеса, вперше з'явилася у документі, датованому 21 (10) січня 1795 року. Уже з перших років заснування місто стало основним портом, через який постачалося зерно з Російської імперії до інших країн Європи та Передньої Азії. Багато у чому цьому сприяв прихід на посаду генерал-губернатора Новоросії та градоначальника Одеси Армана Емманюеля дю Плессі (герцога де Рішельє). За час його перебування на цих посадах населення припортового міста виросло у п'ятнадцять разів. Також з 1806 до 1860 роки на теренах сучасного міста та області розташовувалася Усть-Дунайське буджацьке козацьке військо. Внутрішній устрій якого нагадував устрій Запорозької Січі. Центральним органом управління був Кіш, який очолював кошовий отаман. Було запроваджено колишні старшинські посади та була відновлена Генеральна старшина. Військо поділялося на курені, на чолі яких стояли курінні отамани. Під час управління містом герцогом, тут з'явився перший комерційний банк, біржа, іноземні консульства тощо. За часів управління Луї де Ланжерона, у 1819 році, Одеському порту було дано режим порто-франко, що дозволяло право безмитного ввезення та вивозу товарів. Це дозволило розвинути зовнішню торгівлю та покращити економічні умови в місті. Водночас князь Михайло Воронцов, що у той час обіймав посаду генерал-губернатора Новоросії та Бессарабії, зумів привернути до міста увагу багатьох аристократів та багатіїв з усієї імперії, завдяки чому місто стало одним з найбільших промислових центрів країни. У 1820 році вийшла перша міська газета, у 1825 році відкрився археологічний музей. Також у ті часи відкрилося багато закладів освіти й прилюдна бібліотека.
1830 року засновано міську публічну бібліотеку (з 1941 р. — Одеська державна наукова бібліотека ім. М. Горького). На той час зібрання нараховувало 5 тисяч книг, це була друга в Російській імперії (після імператорської у Санкт-Петербурзі) і перша в Україні публічна бібліотека. З 1907-го по сьогодні бібліотека міститься в будинку, який в 1904—1906 роках було зведено за проєктом архітектора Ф. П. Нестурха. В бібліотеці працювало багато визначних особистостей, які в різний час очолювали її. Це історик М. Н. Мурзакевич, професор В. О. Яковлев, літератор М. Ф. Дерібас та його син, краєзнавець О. М. Дерібас, автор книги «Стара Одеса». Особливо важливу роль у розвитку бібліотеки відіграли її директор з 1896 по 1920 рік професор Новоросійського університету М. Г. Попруженко, який створив історичний нарис «Одеська міська публічна бібліотека. 1830—1910», та куратор бібліотеки у 1897—1917 роках почесний громадянин Одеси граф М. М. Толстой. Унікальний фонд найдавнішої книгозбірні України нині нараховує близько 5 мільйонів видань майже 100 мовами світу. Завдяки наявності значної кількості рідкісних документів, матеріалів (понад 200 тис.) та рукописів бібліотека увійшла до світового каталогу «Музей книги й книжної справи» (Museums of Book and Book-making. International Directori. — М., 1987). 1865 року в Одесі на базі Рішельєвського ліцею (першим директором якого був закарпатець Іван Орлай) створено Новоросійський університет (з 1945 р. — Одеський університет ім. 1.1. Мечникова) у складі трьох факультетів: історико-філологічного, фізико-математичного та юридичного, який тривалий час був єдиним вишем на півдні України. Ініціатива у відкритті університету належить М. І. Пирогову.
У другій половині XIX століття найбільш видатними керівниками міста стали: граф Пауль Деметріус Коцебу, Григорій Маразлі та Микола Новосельський. При керівництві графа Коцебу, проїжджа частина центру Одеси була заміщена бруківкою, замість каганців з'явилися гасові лампи, був побудований перший у місті водогін, відкрита перша залізнична лінія тощо. Також Пауль Деметріус багато уваги приділяв розвиткові освіти та науки. За часів його головування, Рішельєвський ліцей перетворився на Новоросійський університет, а також було засновано багацько шкіл та училищ. На відміну від Коцебу, Григорій Маразлі більше приділяв уваги зовнішньому вигляду міста. Саме тому у часи керівництва грецького міського голови містом, було побудовано Олександрівський парк, пам'ятник-колону Олександру II, відкрито першу конку, введено електричне освітлення, а також побудовано дитячу та очну лікарні, кілька богоділень, дешевих їдалень, притулків, народних училищ у місті та передмісті. До 100-ї річниці свого заснування, 1894 року, Одеса посідала четверте місце в імперії за кількістю населення та рівнем економічного розвитку після Санкт-Петербургу, Москви та Варшави.

### Розвал імперії та Українська революція
| Зміна влади в Одесі у 1917—1920 роках | Зміна влади в Одесі у 1917—1920 роках | Зміна влади в Одесі у 1917—1920 роках | Зміна влади в Одесі у 1917—1920 роках | Зміна влади в Одесі у 1917—1920 роках | Зміна влади в Одесі у 1917—1920 роках | Зміна влади в Одесі у 1917—1920 роках | Зміна влади в Одесі у 1917—1920 роках | Зміна влади в Одесі у 1917—1920 роках | Зміна влади в Одесі у 1917—1920 роках | Зміна влади в Одесі у 1917—1920 роках | Зміна влади в Одесі у 1917—1920 роках | Зміна влади в Одесі у 1917—1920 роках |
| Рік                                   | с                                     | л                                     | б                                     | к                                     | т                                     | ч                                     | л                                     | с                                     | в                                     | ж                                     | л                                     | г                                     |
| ------------------------------------- | ------------------------------------- | ------------------------------------- | ------------------------------------- | ------------------------------------- | ------------------------------------- | ------------------------------------- | ------------------------------------- | ------------------------------------- | ------------------------------------- | ------------------------------------- | ------------------------------------- | ------------------------------------- |
| 1917                                  | РІ                                    | РІ                                    | Тимчасовий уряд Росії                 | Тимчасовий уряд Росії                 | Тимчасовий уряд Росії                 | Тимчасовий уряд Росії                 | Тимчасовий уряд Росії                 | Тимчасовий уряд Росії                 | Тимчасовий уряд Росії                 | Тимчасовий уряд Росії                 | УНР                                   | УНР                                   |
| 1918                                  | ОРР                                   | ОРР                                   | ОРР                                   | Українська Держава                    | Українська Держава                    | Українська Держава                    | Українська Держава                    | Українська Держава                    | Українська Держава                    | Українська Держава                    | ДА                                    | ДА                                    |
| 1919                                  | ДА                                    | ДА                                    | ДА                                    | ТРСУУ/УРСР                            | ТРСУУ/УРСР                            | ТРСУУ/УРСР                            | ТРСУУ/УРСР                            | ТРСУУ/УРСР                            | ДА                                    | ДА                                    | ДА                                    | ДА                                    |
| 1920                                  | ДА                                    | УРСР                                  | УРСР                                  | УРСР                                  | УРСР                                  | УРСР                                  | УРСР                                  | УРСР                                  | УРСР                                  | УРСР                                  | УРСР                                  | УРСР                                  |

19 липня (1 серпня) 1914 року, у день початку Першої світової війни, в Одесі відбулася багатотисячна патріотична маніфестація, що зібралася на Соборній площі і пройшла центральними вулицями міста. У жовтні 1917 року Одеса увійшла до складу Української Народної Республіки в складі адміністративно-територіальної одиниці Одеса, але її політично-правовий статус в Українській державі був дискусійним.
Після проголошення УНР, 30 листопада (12 грудня) — 1 грудня (13 грудня) 1917 року в Одесі спалахнуло більшовицьке повстання, яке закінчилося перемогою українських військ. У січні 1918 року у місті владу зайняли більшовики, створивши 7 (20) лютого 1918[джерело?] Одеську Радянську Республіку, однак, вона була ліквідована вже 13 березня[джерело?] того ж року після приходу до міста австро-німецьких військ. Після прибуття військ з міста почалися вивозитися продукти та устаткування. Щоправда, після початку німецької революції війська були вимушені покинути Одесу. Незабаром у місті висадився 30-ти тисячні британсько-французькі війська підтримати прибуваючу з Єкатеринограду 10-ти тисячну «Добровольчу армію» Антона Денікіна. Того ж року у грудні до Одеси підійшла армія української Директорії. Таким чином у різних частина міста налічувалося три різні влади: Антанта, «Білі» та Директорія УНР.
На початку 1919 року, за допомогою партизанів та розповсюдження у іноземних військах більшовицької пропаганди, місто зайняли «Червоні», що майже відразу націоналізували усі міські банки, однак це не допомогло подолати масовий голод та безробіття. За допомогою військ Антанти, що залишилися на рейді ескадри, військам Денікіна вдалося знову встановити свою владу у місті. Однак остаточно радянська влада була встановлена в Одесі з 7 лютого 1920 року.

### Радянський період
У перші роки після багатьох воєнних протистоянь, що відбувалися в Одесі, місто опинилося у занепаді. Багато у чому цьому сприяла політика влади, через що інтелігенція міста масово почала виїжджати за кордон. Перші роки під радянською владою позначилися відкриттям низки культурних, освітніх та наукових закладів. У кінці 1930-х рр. під Одесою відбулися масові розстріли людей, заарештованих НКВС.
Під час Другої світової війни Одеса опинилася біля фронту. Оборона міста тривала 73 дні, з 5 серпня до 16 жовтня 1941 року. Увесь цей час місто піддавалося бомбардуванням по 12-15 разів на день. Евакуацію міста було проведено невдало, частина радянських військ не знала про відступ і була захоплена у полон. 15-16 жовтня групи НКВС підірвали велику кількість будівель, у тому числі плотину, що спричинило затоплення району Пересип та загибель цивільного населення. 16 жовтня румунські війська увійшли до міста. Згодом, радянська влада випустила спеціальну нагороду — медаль «За оборону Одеси», а Одесі дала звання «міста-героя». Захопивши місто, румунські війська проводили політику терору, так у жовтні 1941 року в районі артскладів на Люстдорфській дорозі було живцем спалено близько 25 тисяч одеситів, більшість з яких були євреями, також серед загиблих були військовополонені, комуністи, особи, які видалися окупантам підозрілими. Надалі єврейське населення було майже знищено або виселено з міста у гетто та концтабори. У місті діяв рух спротиву. Радянські партизани були не єдиними підпільниками в окупованій Одесі. Наприкінці 1941 року в місто прибула Південна «похідна група» Організації українських націоналістів. Через три з половиною роки радянські війська третього Українського фронту, під командуванням уродженця Одеси, Родіона Малиновського, 10 квітня 1944 року визволили місто у ході Одеської наступальної операції.
Впродовж наступних років у місті проводилася робота по відновленню зруйнованих у часи війни споруд. До 1948 року в Одесі було відбудовано усі найважливіші портові та промислові споруди. Станом на 1975 рік, житловий фонд міста склав рекордну кількість квадратних метрів — 12 мільйонів, що у два рази більше ніж 1940 року. Також у той час виникли нові міські райони: Південний, Південно-Західний, Північно-Східний та Таїровський.

### У Незалежній Україні
1 грудня 1991 року відбувся Всеукраїнський референдум, щодо проголошення незалежності України. За результатами референдуму по усій Одеській області з 1 412 228 опитаних (75,01 %) за проголошення незалежності проголосували — 1 205 755 (85,38 %), проти — 163 831 (11,6 %), а також 42 642 бюлетені стали недійсні.
Багато промислових підприємств з проголошенням Україною незалежності були вимушені закритися, інші працюють лише на частину своїх потужностей. Виною тому розрив економічних зв'язків з колишніми радянськими республіками СРСР, недостатня підтримки з боку влади, а також невміння працювати в нових економічних умовах.
У 2014 році в Одесі відбулася серія конфліктів між активістами Євромайдану та Антимайдану.
У 2020 році, у зв'язку з пандемією коронавіруса туристичний потік в Одесу знизився на 37,5 %.

#### Російсько-українська війна
23 квітня 2022 року російські війська обстріляли Одесу крилатими ракетами. Вони зруйнували як військову інфраструктуру міста, і житлові будинки, вбивши вісім людей (у тому числі 3-місячне немовля) і поранивши ще 18 людей. Окрім цього росіяни зруйнували понад 1000 м² території цвинтаря.
2 травня 2022 року російські ракети вразили житловий будинок в Одесі, вбили 14-річного юнака і поранили 17-річну дівчину. 7 травня російські війська обстріляли Одесу шістьма ракетами стратегічної авіації, пошкодивши знову аеропорт та цивільне підприємство у житловому районі Одеси. 9 травня росіяни обстріляли Одесу 9 ракетами та вбили одну людину. Голові Євроради довелося ховатися у притулку. 12 травня російські війська при черговому обстрілі Одеси пошкодили Воронцовський палац.

### Загинули внаслідок російського вторгнення в Україну
24 лютого 2022 року внаслідок обстрілу Одеси загинув Будко Валерій Вікторович.

### Дата заснування міста
Існує дві версії щодо дати заснування Одеси, 1415 рік (від першої письмової згадки про Коцюбіїв) та 2 вересня 1794 року (традиційна дата відліку міста в Російській імперії).

#### 1415 рік
Дата заснування Одеси 1415 роком базується на даних з роботи польського історика Яна Длугоша «Історія Польщі».
Слід відмітити, що Ян Долгуш помилився в датуванні, бо облога Константинополя відбулася з 1411 по 1413 рік за правління султана Муси Челебі.
У XIX столітті історики Василь Надлер та Володимир Яковлєв наголошували на тому, що початок історії Одеси йде від татарського міста Хаджибей. Першим автором, що вказав на 1415 рік як рік можливого заснування Одеси, був історик Олексій Маркевич (1847—1903) (у дослідженні 1894 року «Город Качибей или Гаджибей — предшественник Одессы»).
У 1990—2000-х роках обґрунтування 1415 року як дати заснування Одеси давали історики Олександр Болдирєв (книга «Одесі — 600: історичний нарис», 1994), Тарас Гончарук («Історія Хаджибея (Одеси) 1415—1795 рр. у документах», 2000), Олена Бачинська.
У 2010 році послідовники Олександра Болдирєва заснували громадську організацію «Одесі — 600+», до якої ввійшли відомі історики, краєзнавці, юристи, педагоги, представники громадських об'єднань і творчих спілок.
11 лютого 2015 року Верховна Рада України прийняла постанову «Про відзначення пам'ятних дат і ювілеїв у 2015 році», якою датою заснування Одеси зазначається 1415 рік.
Історик Федір Петрунь у роботі 1928 року «Качибей на старинных картах» дослідив старовинні карти та робить висновок, що говорити про Качибей як наявний населений пункт у XVI—XVIII століттях можна з великою обережністю, оскільки є підстави припускати, що значний час у цей період він перебував в запустінні та не мав постійного поселення. З ним погоджується археолог та історик Андрій Добролюбський, який у книзі «Археология Одессы» (2012) вказує, що відлік Одеси від 1415 року ускладнюється тим, що у XVI—XVII ст. Коцюбіїв не існував постійно.

#### 2 вересня 1794 року
Дата 22 серпня (за новим стилем 2 вересня) 1794 року озвучена істориком Аполлоном Скальковським у книзі «Первое тридцатилетие истории Одессы» 1837 року як день, коли відбулося освячення перших одеських храмів. 1849 року цей день почали офіційно відзначати офіційно, проводячи хресні ходи. Відтоді цей день відзначався офіційно як день міста.
1794 рік зазначений як дата заснування Одеси на ювілейній монеті 2014 року (та аналогічній срібній монеті).
На державному рівні дата була переглянута 11 лютого 2015 року з прийняттям Верховною Радою України постанови «Про відзначення пам'ятних дат і ювілеїв у 2015 році», якою датою заснування Одеси зазначається 1415 рік. У постанові КМУ «Про затвердження Списку історичних населених місць України» від 26 липня 2001 року роком заснування Одеси зазначений 1794. Протиріччя між вказаними постановами КМУ та Верховної ради стали предметом судового розгляду.
Офіційне святкування дня міста 2 вересня продовжується після 2015 року на місцевому та державному рівні
Ряд дослідників вказують на умовність дати 2 вересня. У брошурі «Століття Одеси» 1894 року подані висновки, підкріплені думкою професорів Олександра Кирпичникова, Олексія Маркевича, Володимира Яковлєва, згідно з якими визнано, що днем заснування Одеси слід вважати 27 травня 1794 року, тому що в цей день виданий рескрипт імператриці про заснування міста. Можливою причиною обрання дати 22 серпня (2 вересня) було те, що саме 22 серпня був день коронації чинного на 1849 рік імператора Миколи I. Професор Василь Надлер у своїй книзі «Одесса в первые эпохи ее существования» 1893 року зазначив, що у день 22-го серпня, який звикли святкувати одесити, жодних визначних подій не трапилося, окрім початку певних робіт в порту.
У XIX столітті історики Василь Надлер та Володимир Яковлєв наголошували на тому, що початок історії Одеси йде від татарського міста Хаджибей.
Дата 2 вересня 1794 року критикується з огляду на її причетність до виправдання російської офіційної історіографії. Історик Тарас Гончарук вважає, що ця дата обрана з ідеологічних причин, щоб підкреслити, що до приходу Росії тут не існувало поселення, а Одеса заснована заново діячами імперії на незаселеному місці, що є неправдою. Також він підкреслює на неприпустимість святкування дня Одеси, дата якого фактично взята з дати коронації Миколи I. Історик Ігор Сапожников вважає що у 2000-х роках з'явився міф про історичний регіон, «Новоросію», який розвивався самостійно від інших українських земель і за своїми законами. І таким чином, Одеса як частина Новоросії не є справжньою частиною України. Подібної ж думки дотримувалася відомий історик Доротея Атлас, яку вона виклала у своїй книжці «Старая Одесса, ее друзья и недруги», а також сучасний краєзнавець Олег Губар і віце-президент Всесвітнього клубу одеситів, Євген Голубовський.

## Населення

### Чисельність
Одеса — центр Одеської агломерації з населенням до 1,5 мільйонів осіб. Станом на 1 січня 2022 року населення Одеси становило 1 010 537 особи. Під час останнього перепису населення, який відбувся 2001 року, населення Одеси становило 1 010 тисяч осіб; під час передостаннього радянського перепису, у 1989 році, — 1 115 тисяч осіб.

### Статевий та віковий склад
Щодо статевого складу населення, то згідно з переписом населення 2001 року, у місті проживає 470 353 чоловіків та 539 945 жінок, у відсотках відповідно 46,6 % та 53,4 %. Станом на той же рік діти до 16 років становлять 14,6 %, а пенсіонери, себто чоловіки старше 59 та жінки старше 54 років, становлять 22,5 %, що вказує на старіння населення міста. Відсоток осіб працездатного віку ж становить 63,1 %.

### Національний склад
За національним складом, згідно з переписом 2001 року, більшість населення міста становлять українці — 61,6 %, значну частку становлять росіяни — 29 %, а всі інші національності становлять не більше двох відсотків населення: болгари — 1,7 %, євреї — 1,2 %, молдовани — 0,7 %, білоруси — 0,6 %, вірмени — 0,4 % тощо. Порівнюючи з попередніми роками частка євреїв значно скоротилася, у 1926 році — вона становила 36,7 %, а у 1959 році вже 16,2 %, тоді як українців було відповідно 17,6 % та 41,5 %, росіян 39,0 % та 37,1 %.
Національний склад населення за даними перепису 2001 року:
| Національність  | Відсоток |
| --------------- | -------- |
| українці        | 61,66 %  |
| росіяни         | 28,89 %  |
| болгари         | 1,32 %   |
| євреї           | 1,22 %   |
| молдовани       | 0,75 %   |
| білоруси        | 0,63 %   |
| вірмени         | 0,43 %   |
| поляки          | 0,20 %   |
| грузини         | 0,19 %   |
| гагаузи         | 0,14 %   |
| інші/не вказали | 4,57 %   |

### Мовний склад
Рідна мова населення за даними перепису 2001 року:
| Мова            | Чисельність, осіб | Відсоток |
| --------------- | ----------------- | -------- |
| Російська       | 654 128           | 64,75 %  |
| Українська      | 307 196           | 30,41 %  |
| Болгарська      | 3 647             | 0,36 %   |
| Вірменська      | 1 829             | 0,18 %   |
| Білоруська      | 901               | 0,09 %   |
| Гагаузька       | 547               | 0,05 %   |
| Циганська       | 423               | 0,04 %   |
| Єврейська       | 411               | 0,04 %   |
| Польська        | 134               | 0,01 %   |
| Німецька        | 102               | 0,01 %   |
| Інші/Не вказали | 40 980            | 4,06 %   |
| Разом           | 1 010 298         | 100 %    |

Українська мова є єдиною офіційною мовою міста.
Російське вторгнення в Україну спровокувала в Одесі нову хвилю українізації, дедалі більше містян вважають за краще розмовляти українською мовою. Згідно з опитуванням, проведеним Міжнародним республіканським інститутом у квітні-травні 2023 року, українською вдома розмовляли 16 % населення міста, російською — 80 %, болгарською — 1 %.
За опитуванням, проведеним Міжнародним республіканським інститутом у квітні-травні 2024 року, українською вдома розмовляли 35 % населення міста, російською — 92 % (на відміну від опитування 2023 року було дозволено вибір кількох варіантів).

## Адміністрація

### Устрій
| Фракція                       | Кількість |
| ----------------------------- | --------- |
| Довіряй ділам                 | 20        |
| Європейська солідарність      | 10        |
| Слуга народу                  | 9         |
| Опозиційна платформа–За життя | 17        |
| Партія Шарія                  | 5         |
| Позафракційні                 | 2         |

До складу Одеської міської ради входять 64 депутати, що обираються громадою міста строком на 5 років. За результатами місцевих виборів 2015 року, міська рада поділяється на такі депутатські групи та фракції: Довіряй ділам (27 депутатів), Блок Петра Порошенка «Солідарність» (12), Опозиційний блок (7), Українська морська партія Сергія Ківалова (5), Опозиційна платформа — За життя (5) і позафракційні (8). Виконавчу владу в місті очолює міський голова та виконавчий комітет. Останньому підпорядковані 25 департаментів, кожен з яких відповідає за певну сферу міського життя: містобудування, економічну політику, фінансову політику, житлове господарство та інфраструктуру тощо У ході місцевих виборів 2014 року міським головою Одеси було обрано Геннадія Труханова, якого у 2015 році було переобрано на цю ж посаду. Великий політичний вплив в Одесі має Одеська обласна державна адміністрація та, зокрема, її голова. Він, як представник Президента України керує виконавчою владою не тільки на рівні Одеси, а й на території всієї області. 27 листопада 2020 року на цю посаду було призначено Гриневецького Сергія Рафаїловича. Єдиного загальноміського органу судової влади в Одесі немає, натомість існує 4 районних суди, юрисдикції яких розповсюджуються на відповідні адміністративні райони міста.

### Адміністративний поділ
Адміністративно Одеса поділяється на 4 райони: історичний центр та схід — Приморський район, південь — Київський район, захід — Хаджибейський район та північ — Пересипський район. До 1 січня 2003 року у місті, окрім нинішніх районів, було ще чотири: Жовтневий (до 14.11.1961 Сталінський), Іллічівський, Ленінський та Центральний (до 21.05.1958 Ворошиловський); до 13.06.1958 існував Воднотранспортний район (увійшов до складу Сталінського та Центрального р-нів). До того ж, серед мешканців міста багато хто вживає історичні назви місцевостей Одеси: 1-а Застава, 2-а Застава, Аркадія, Більшовик, Ближні Млини, Бугаївка, Великий Фонтан, Відрада, Дальні Млини, Дерибасівка, Крива Балка, Куяльник, Преображенське (Ленселище), Лиманчик, Лузанівка, Люстдорф, Малий Фонтан, Молдаванка, Пересип, Сахалінчик, Селище Котовського, Селище Таїрова, Середній Фонтан, Слобідка, Суднобудівельник, Черемушки, Чубаївка. Деякі з них відбиті сьогодні у назвах вулиць.

## Економіка та промисловість

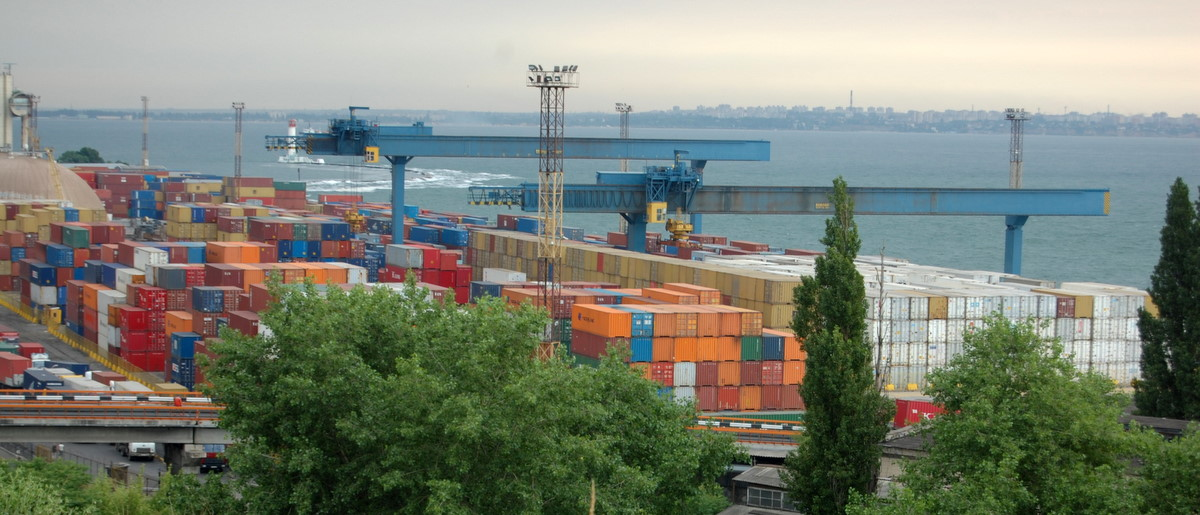
Одеський морський торговельний порт.

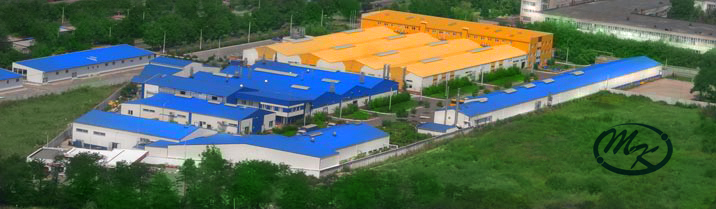
«Телекарт-Прилад».

Одеса — один з головних економічних центрів України, що поєднує в собі найбільший морський порт, розвинену промисловість, курортно-рекреаційний комплекс, транспортну, фінансову та соціальну інфраструктуру. Основними господарськими функціями, які виконує Одеса на рівні міжнародного поділу праці, є транспортна та зовнішньоторговельна. Місто є єдиним повністю сформованим в українському Причорномор'ї місцевим територіально-виробничим комплексом. Місто забезпечене висококваліфікованою робочою силою, що володіє іноземними мовами. Це дозволяє розвивати в Одесі бізнес з високими стандартами та вимогами до трудових ресурсів. Станом на 1 жовтня 2013 року в економіку Одеси було інвестовано 756,2 мільйона доларів США, що становить 44,7 % від загального обсягу інвестицій в Одеську область. Загальний обсяг доходів міського бюджету Одеси, станом на 2013 рік, встановлено у розмірі ₴2 632 408. У серпні 2013 року середня заробітна плата по місту становила ₴3381. 1 жовтня 2014 року зареєстроване безробіття становило 0,46 %.
Розвинена мережа автодоріг, розташування міста поблизу річок Дністер, Південний Буг; також великі морські порти Одеса, Чорноморськ та Південне — у поєднанні з міжнародним аеропортом «Одеса» та залізницею створюють сприятливі умови для приймання, обробки, зберігання і транспортування вантажів, а також обробки потужних пасажиропотоків. Тут працюють понад 460 спільних підприємств з іноземним капіталом. Загальний обсяг реалізованої продукції містом становив: за 2008 рік — ₴15,6 мільярда, за 2010 рік — ₴14,6 мільярда. Нині беззаперечними лідерами у своїх галузях промисловості є такі підприємства: «Нафтопереробний завод», Стальканат, Телекарт-Прилад тощо, Одеський машинобудівний завод.

## Міжнародна співпраця
Ще з часів Української Народної Республіки Одеса стала одним з центрів міжнародної співпраці України. На початку XX століття у місті налічувалося три генеральних консульства: Сполученого Королівства Великої Британії та Ірландії, Австро-Угорської та Німецької імперій, а також консульства Сполучених Штатів Америки, Королівства Іспанії та Третьої французької республіки.

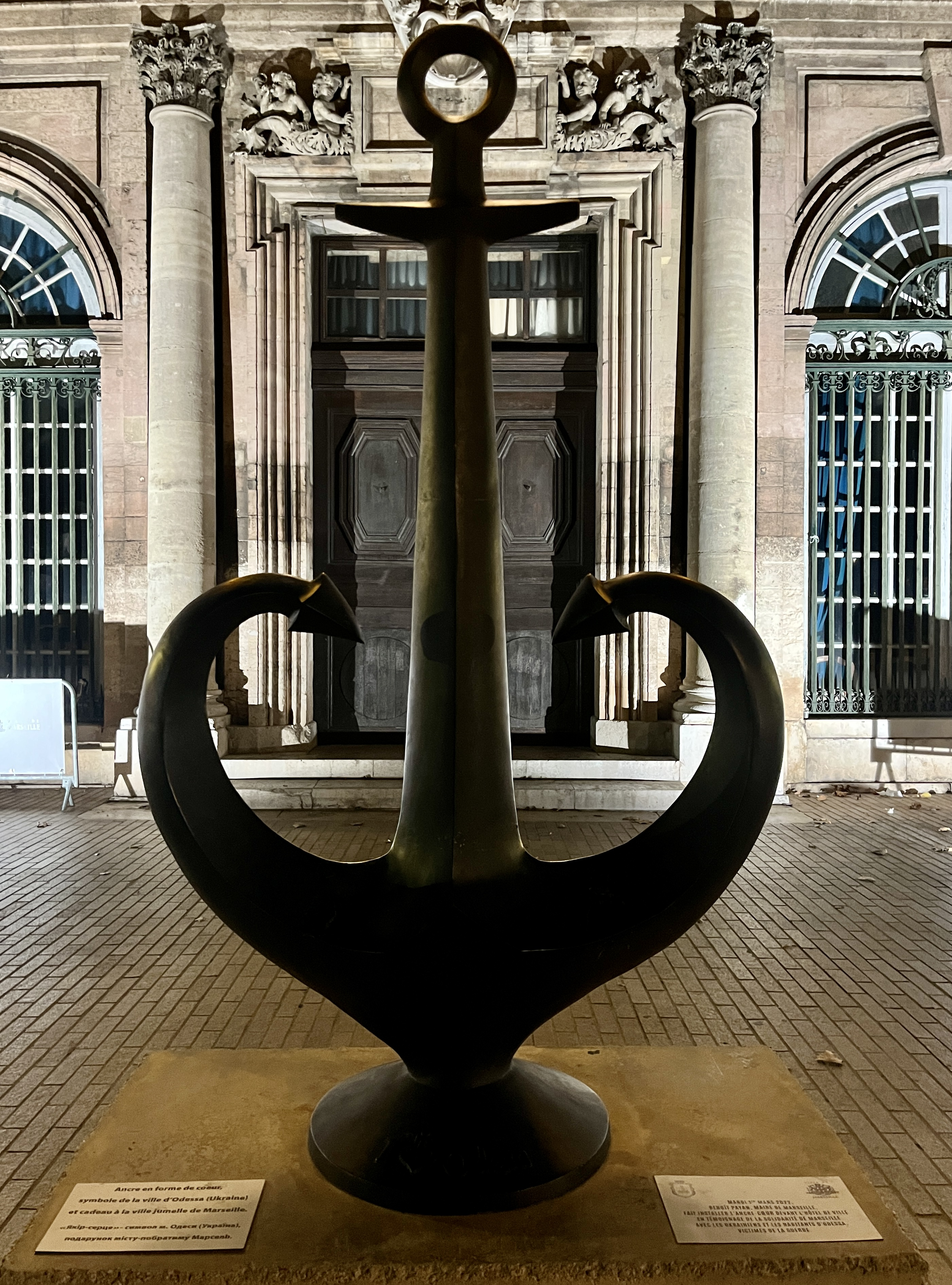
Якір-серце біля ратуші міста Марсель, Франція

Нині в Одесі налічується 22 міста-побратими та 12 міст-партнерів.
На честь деяких із міст-побратимів названо навіть вулиці «Південної столиці», зокрема, вулиці Балтиморська, Варненська, Генуезька, Марсельська, Сегедська, Ліверпульський провулок тощо. Водночас, в угорському місті Сегед на честь Одеси названо мікрорайон.
Також у місті налічується вісім генеральних консульств:
- Республіки Болгарія,
- Республіки Вірменія,
- Грецької Республіки,
- Китайської Народної Республіки,
- Республіки Польща,
- Румунії та
- Турецької Республіки[102]

та чотирнадцять почесних консульств:
- Республіки Австрія[103],
- Республіки Казахстан,
- Французької Республіки,
- Республіки Корея,
- Королівства Норвегія,
- Латвійської Республіки,
- Республіки Кіпр,
- Литовської Республіки,
- Федеративної Республіки Німеччина,
- Південно-Африканської Республіки,
- Сирійської Арабської Республіки,
- Республіки Чорногорія,
- Словацької Республіки та
- Республіки Словенія.

Окрім того, у місті працюють консульства
- Грузії,
- Республіки Молдова та
- Арабський,
- Грузинський, Вірменський,
- Ізраїльський,
- Польський та Французький культурні центри та
- Місія Європейського Союзу з прикордонної допомоги Молдові та Україні[102]

22 травня 2012 року у місті також було відкрито перший ув Україні дипломатичний клуб, що має допомогти дипломатам та представника інших країн, що живуть в Одесі, проводити зустрічі та вирішувати найважливіші політичні та дипломатичні питання.
Також Одеса є членом організацій: «Eurocities» та «League of Historical Cities».

### Міста-побратими
| - Ліверпуль — 1957 - Оулу — 1957 - Сегед — 1961 - Спліт — 1964 - Йокогама — 1965 - Александрія — 1968 - Марсель — 5 травня 1972 - Генуя — 29 жовтня 1972 | - Ванкувер — 28 серпня 1973 - Балтимор — 17 вересня 1975 - Колката — 1986 - Регенсбург — 4 листопада 1990 - Констанца — 3 квітня 1991 - Хайфа — 1992 - Варна — 1958 - Пірей — 25 березня 1993 | - Циндао — 29 квітня 1993 - Лодзь — 7 травня 1993 - Кишинів — 23 грудня 1994 - Єреван — 29 листопада 1995 - Нікосія — 2 лютого 1996 - Стамбул — 2 листопада 1997 |

### Міста-партнери
| - Вальпараїсо - Варшава - Відень - Венеція - Гданськ | - Клайпеда - Ларнака - Майнц - Марракеш - Маямі | - Маямі-Біч - Момбаса - Нінбо - Тбілісі - Таллінн |

## Інфраструктура

### Комунальне господарство
Міським монополістом із послуг водопостачання та водовідведення є комунальне підприємство «Інфоксводоканал», що у грудні 2003 року міською владою було передано в оренду на 49 років іншому підприємству — ООО «Інфокс». Вода для Одеси передається із річки Дністер, що є за 41 км від міста, міські водогінні мережі мають довжину 1,3 тисячі км.

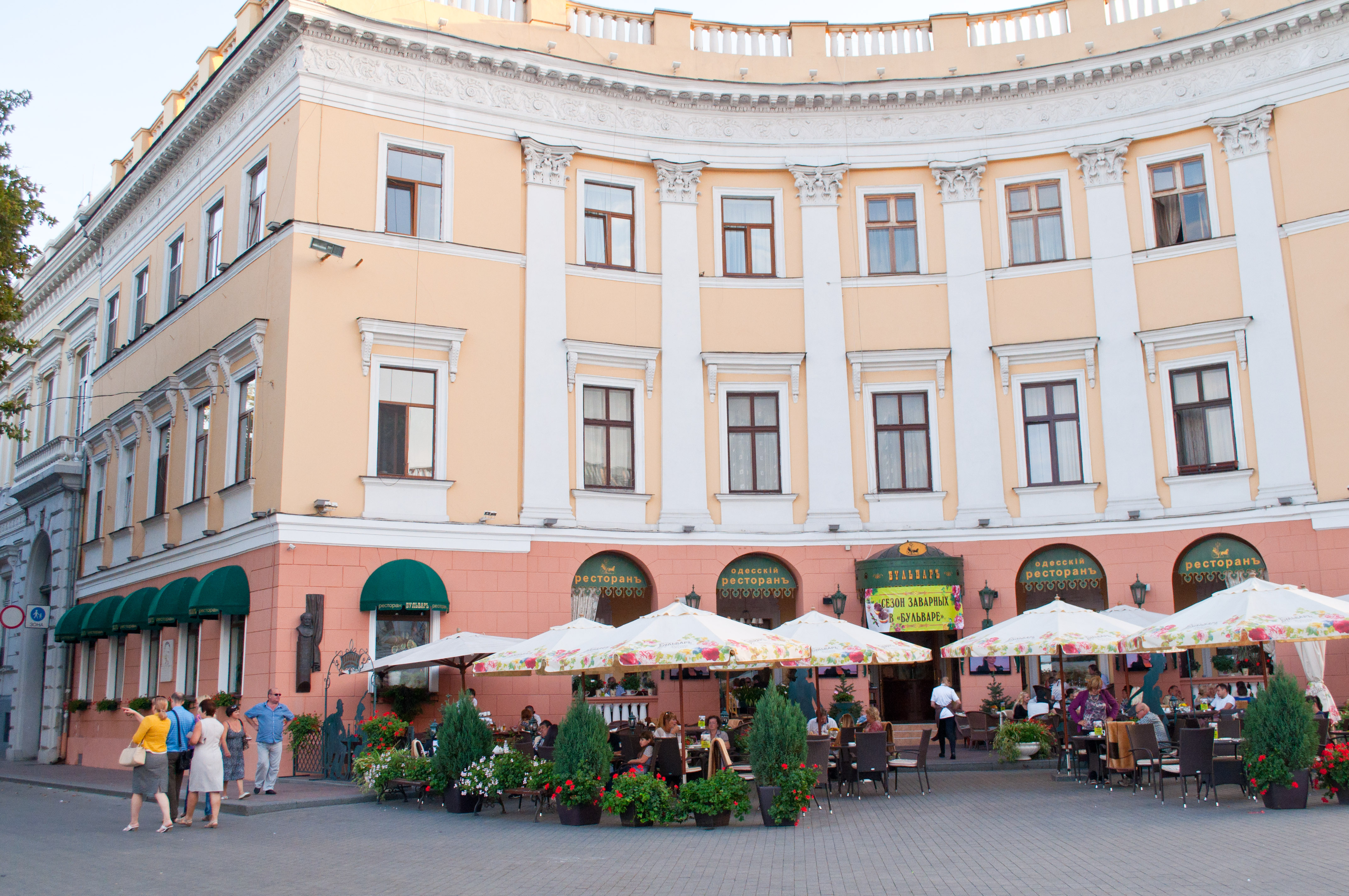
Ресторан «Бульваръ» на Приморському бульварі.

 Вуличне освітлення здійснюється в Одесі комунальним підприємством «Одесміськсвітло». Постачання електроенергії міським споживачам здійснює АТ «Одесаобленерго» — найбільша енергопостачальна компанія на півдні України. Постачання теплової енергії здійснюють комунальне підприємство «Теплопостачання міста Одеси». А постачанням газу до осель жителів міста займається ПАТ «Одесагаз». Вивіз сміття, здійснюється у місті трьома компаніями компанією: «Экоград», «Эко-Ренессанс» та «Союз».

### Сфера послуг
Станом на 1 лютого 2014 року в Одесі налічується 1 п'ятизірковий, 15 чотиризіркових, 7 тризіркових та 51 інших готелів. У місті велика кількість ресторацій. Станом на 2010 рік в Одесі наявні 648 об'єктів ресторанного бізнесу: ресторанів, кав'ярень, барів тощо. Найвідоміші з них: кафе «Fanconi 1872», «Печескаго», ресторани «Бульваръ», «Кав'ярня-книгарня» тощо. Також представлені такі мережі харчування: McDonald's, Пузата хата, Піца Челентано тощо.
У місті розвинена інфраструктура роздрібної торгівлі. Мережа роздрібної торгівлі становить 14 670 об'єктів. У місті присутні як деякі європейські, так і багато національних мереж супермаркетів; велику популярність мають мережі: «Auchan», «METRO», «Сільпо», «Таврія В», «Фуршет». Найвідоміші міські базари — «Ринок Привоз», «Новий ринок».
У місті розвинена соціальна інфраструктура. Діє 10 театрів, 9 кінотеатрів. У місті функціюють 126 загальноосвітніх навчальних закладів комунальної власності. До послуг жителів близько 1,5 тисячі спортивних споруд: тенісні корти, футбольні поля, спортивні зали, басейни, тири тощо. В Одесі знаходиться 168 АЗС. Як українські, так й іноземні банки мають у місті близько 267 відділень та 585 банкоматів. Міська система охорони здоров'я представлена 61 лікувально-профілактичним закладом.
2011 року за версією журналу «Фокус» Одеса посіла перше місце у рейтингу українських міст за рівнем життя.

### Транспорт
Одеса є одним з найважливіших транспортних вузлів України й має розвинену транспортну інфраструктуру. Розвинені такі види транспорту: морський, повітряний, залізничний та автомобільний. Через місто проходять міжнародні автошляхи М05, М14, М15, М16, М27 (ці шляхи є частиною європейських маршрутів E58, E87, E95 та E581), завдяки чому місто з'єднане з Києвом, Кишиневом, Маріуполем та іншими іноземними та українськими містами. Через місто пролягають три міжнародні транспортні коридори — Європейський коридор № 9, транспортний потік Гданськ — Одеса, «TRACECA». Транзитні автомобільні потоки оминають місто об'їзною дорогою, проте це не вирішує внутрішньоміських транспортних проблем.
Вони спричинені передусім автомобільними заторами, погодними умовами та незадовільним станом дорожнього покриття. Проблемою міського транспорту Одеси також є те, що система громадського транспорту міста недостатньо розвинена та перебуває у неналежному стані. Серед причин, що до цього призвели є недосконала законодавча система, а також відсутність будь-яких електронних систем, що могли б полегшити всю систему пасажирських перевезень. Також у місті повністю відсутній розклад руху громадського транспорту, що також спричиняє проблеми у внутрішньоміських громадських перевезеннях. В Одесі працюють трамваї, тролейбуси, автобуси, маршрутні таксі, таксі, фунікулер та катери.

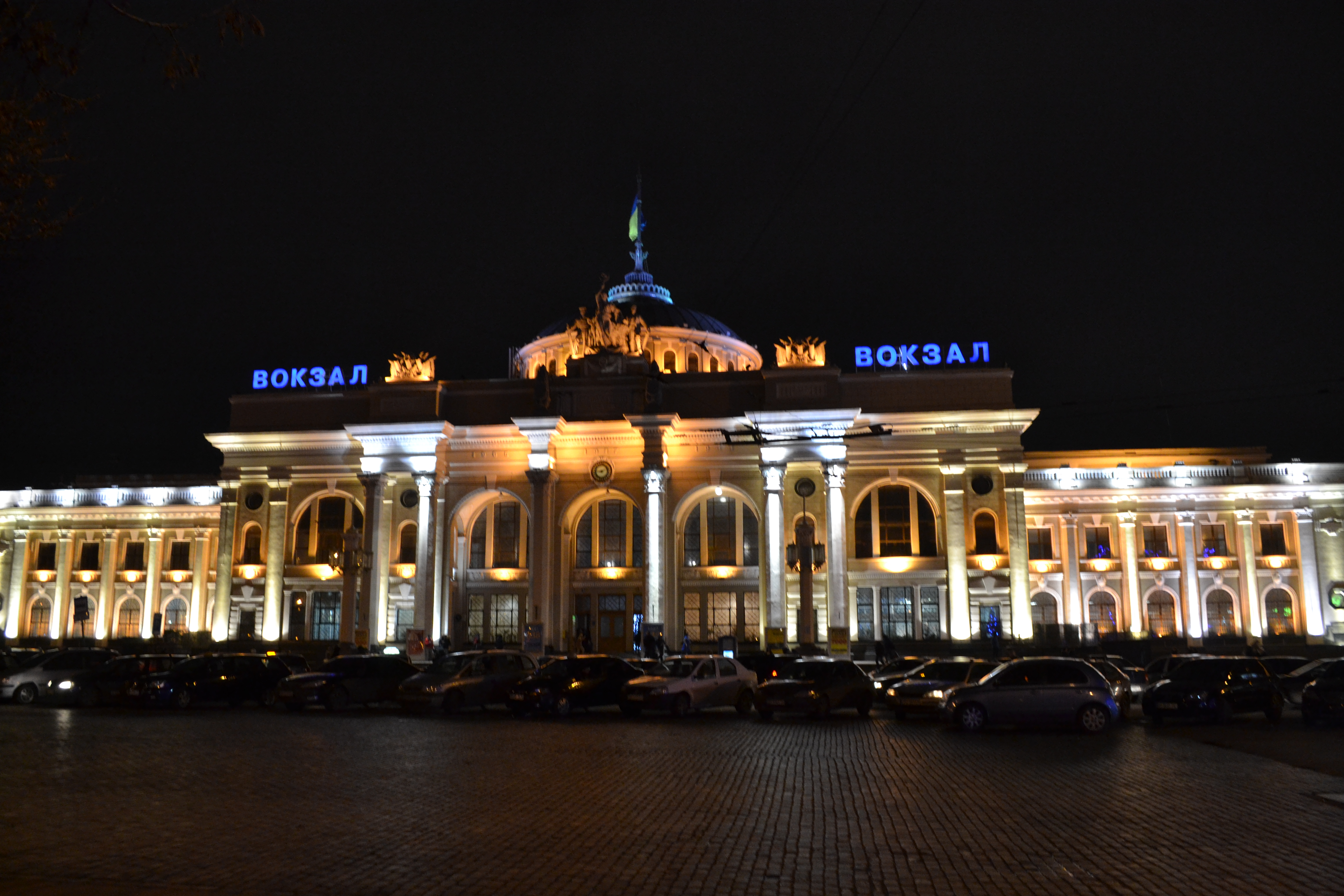
Одеський залізничний вокзал
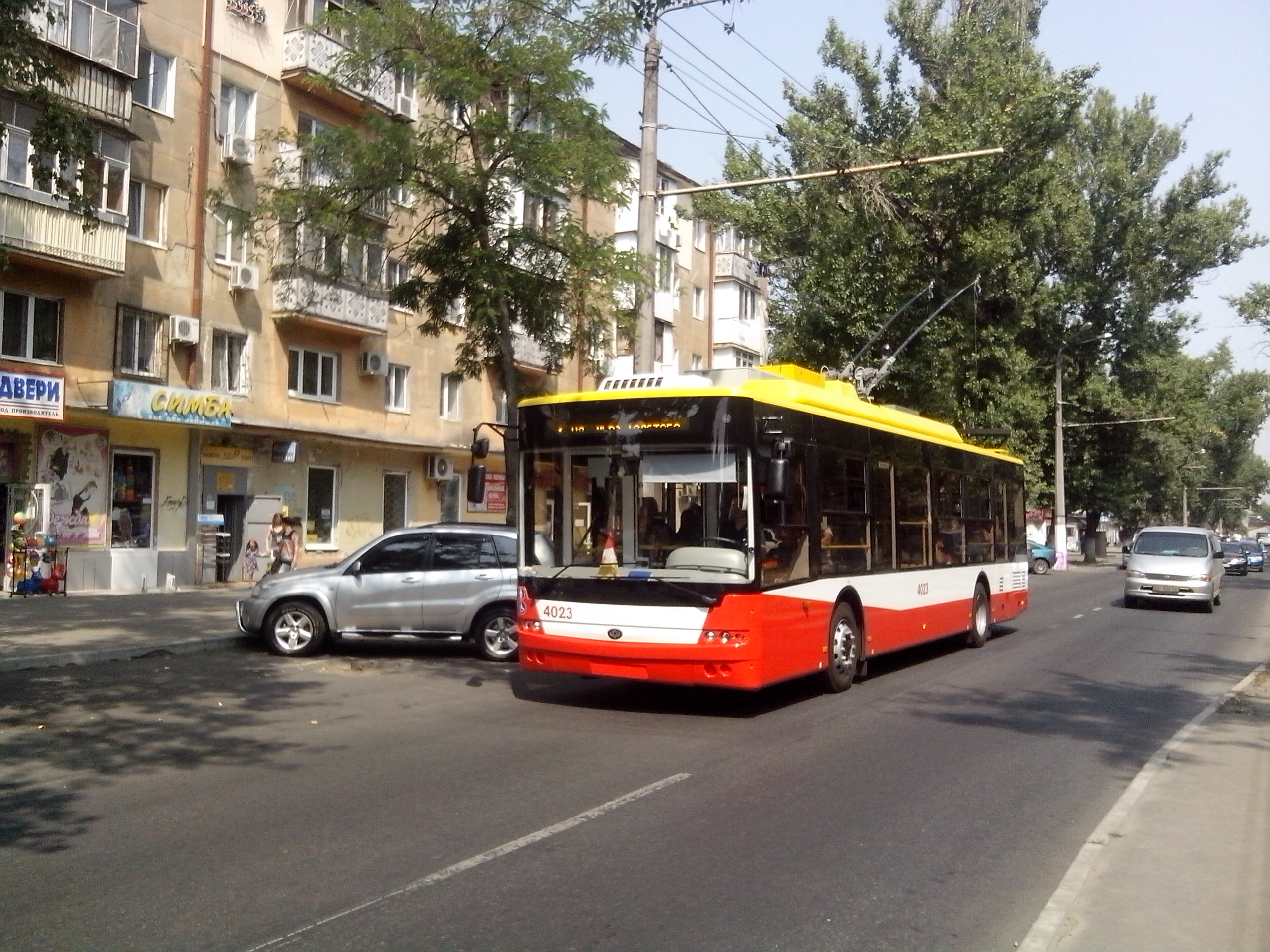
Одеський тролейбус
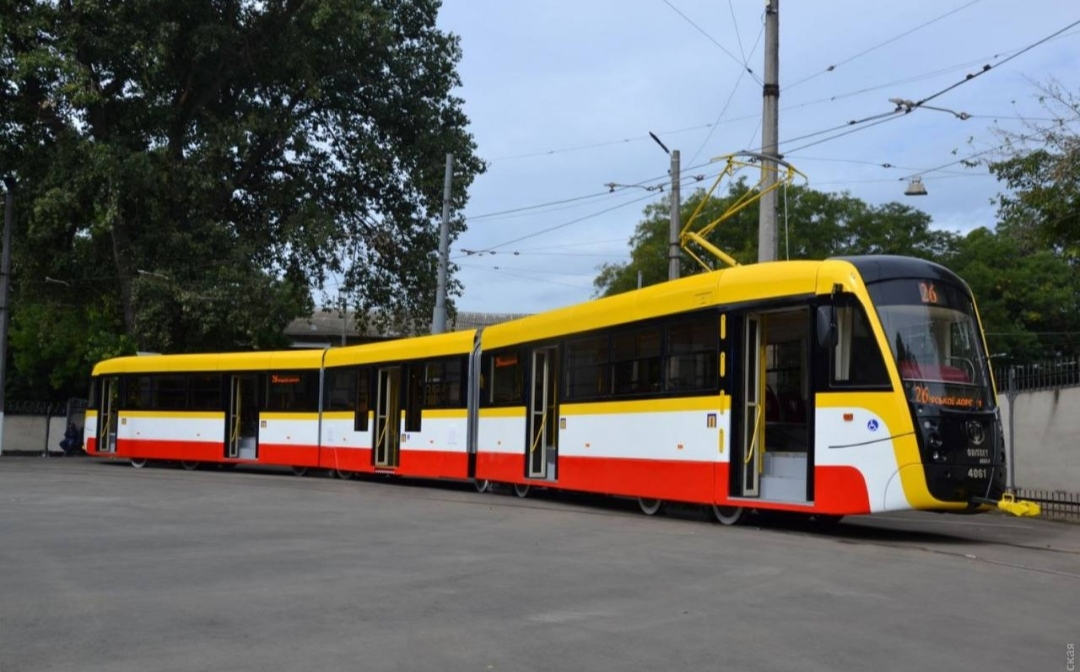
Одеський трамвай
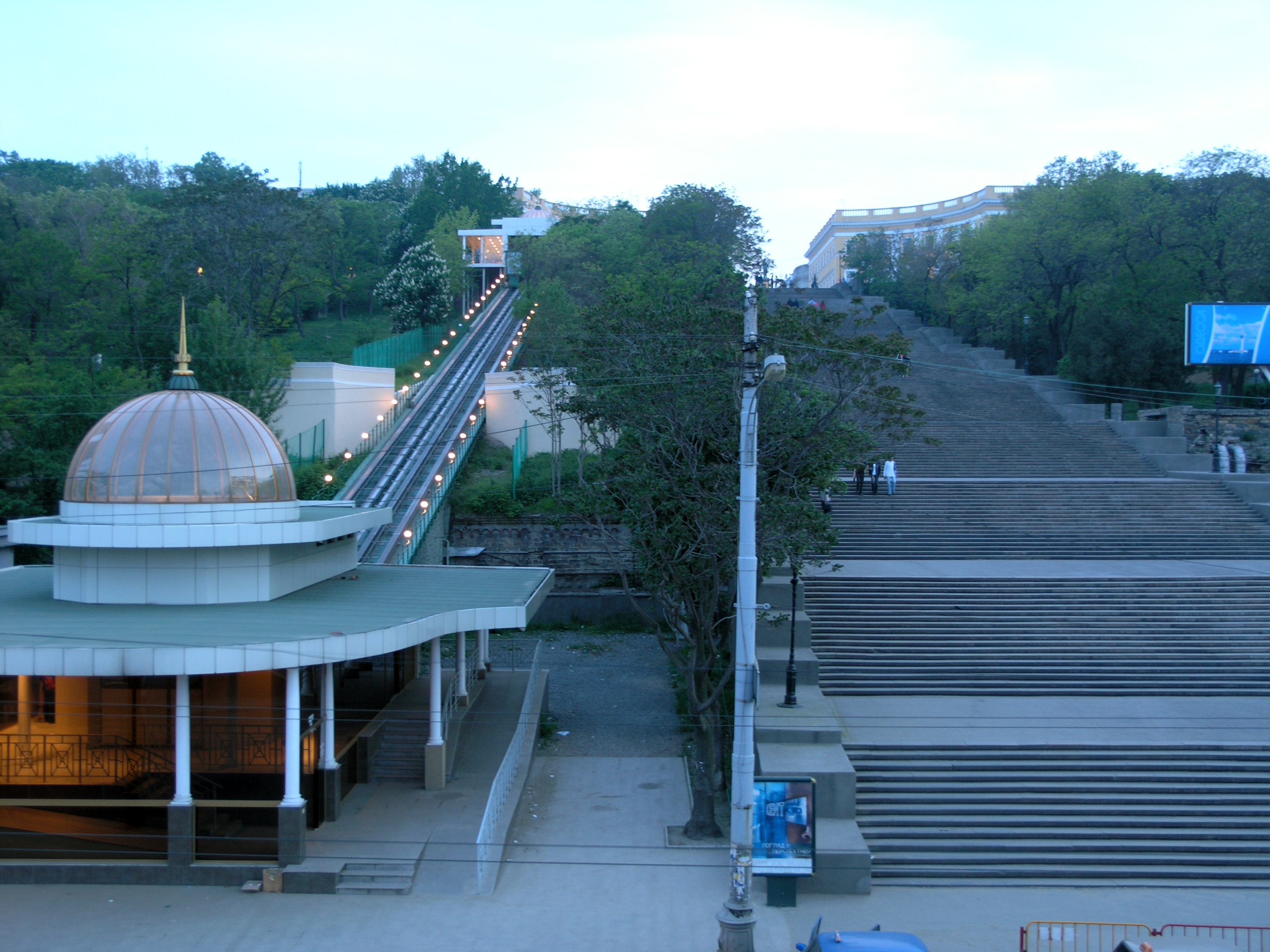
Одеський фунікулер

Одеський морський торговельний порт — один з найбільших в Україні. Технічні можливості порту дозволяють переробляти до 25 млн тонн сухих і 25 млн тонн наливних вантажів щороку. Він пов'язаний з більш ніж 600 портами зі 100 країн світу. Пасажирський комплекс здатний обслужити до 4 млн туристів на рік. Також у порту діють дві поромні переправи — одна до Туреччини, а саме Стамбула, інша — до Греції. У центрі міста, розташовано залізничний вокзал. Одеська залізниця — головна транспортна мережа на півдні Україні, яка щомісяця обслуговує близько 700 тисяч пасажирів і відправляє понад 2 мільйони тонн вантажів. З місцевого вокзалу без пересадок можна доїхати найпівнічніше до Москви (Росія), найсхідніше до Костянтинівки, найпівденніше до Ізмаїла та найзахідніше до Перемишля (Польща). На південно-західній околиці, за 7,5 км від центра міста, є Міжнародний аеропорт «Одеса». Це летовище займає третє місце в Україні за обсягом пасажирських перевезень. Повітряними лініями аеропорт пов'язаний більш як з 60 містами світу та обслуговує 111 регулярних рейсів на тиждень. Авіалініями місто пов'язане з великими містами Європи та Азії, курортами Середземномор'я та Близького Сходу.

## Природоохоронні території та об'єкти
Серед природоохоронних об'єктів загальнодержавного значення в місті розташовані Одеські катакомби, Одеський ботанічний сад та Одеський зоопарк. Серед об'єктів місцевого значення — 33 ботанічні пам'ятки природи та 13 парків-пам'яток садово-паркового мистецтва.

## Освіта і наука

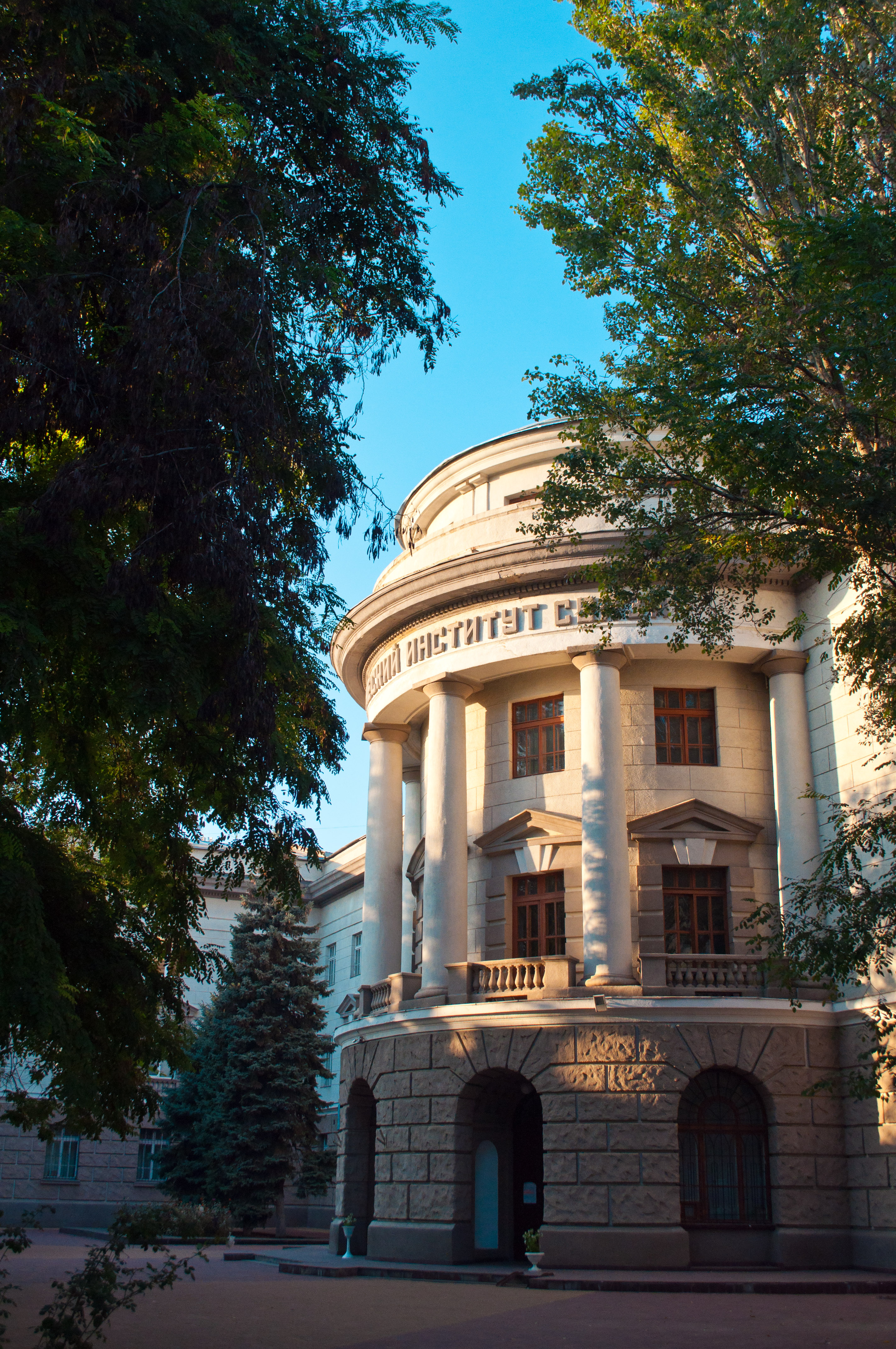
Державний університет інтелектуальних технологій і зв'язку.

Станом на 2011 рік охоплення дошкільною освітою становить 70 % серед усіх дітей (минулого року — 60 %). Зокрема, серед дітей 5-річного віку ця цифра становить майже 100 % (минулого року — 89 %). За тими ж даними, станом на 2010 рік, у місті працюють 152 дошкільних закладів, де навчаються 26 247 дітей. Однак, місць у дитячих садках Одеси на усіх охочих місця не вистачає, через що батькам доводиться ставати у чергу, для того, що б їх дитина отримала освіту. Одеса — великий центр вищої освіти й академічної та галузевої науки.
У місті діють 136 середні навчальні заклади, 25 ЗВО I-II рівнів акредитації та 19 ЗВО III—IV рівнів акредитації, 11 з них мають статус національних. У всіх ЗВО навчаються близько 130 тисяч студентів. Серед найвідоміших ЗВО міста є Одеський національний університет імені І. І. Мечникова та Одеський національний політехнічний університет, кожний з яких охоплює багато спеціальностей та працює у сферах гуманітарних та технічних наук відповідно. Одним із провідних закладів вищої освіти України в галузі юриспруденції є Національний університет «Одеська юридична академія». У 2019 році у рейтингу ТОП-200 вишів України було представлено 15 одеських вишів з дев'ятнадцяти.
Найвизначнішими академічними інститутами Одеси є Фізико-хімічний інститут імені О. В. Богатського НАН України та Інститут проблем ринку й економіко-екологічних досліджень. Серед інших наукових установ міста слід також відзначити: Інститут морської біології; Одеський археологічний музей відділення гідроакустики севастопольського Морського Гідрофізичного інституту; радіоастрономічну обсерваторію «Уран-4» Радіоастрономічного інституту тощо. Також у місті та на його околицях існує багато науково-дослідних, проєктно-конструкторських інститутів та інші організації, що працюють у різних галузях науки. Серед відомих науковців, що працювали, народилися або вчилися в Одесі багато видатних постатей: Ераст Андрієвський, Олександр Богомолець, Микола Гамалія, Георгій Гамов, Валентин Глушко, Микола Зелінський, Дмитро Знойко, Петро Каришковський, Сергій Корольов, Олександр Ляпунов, Леонід Мандельштам, Петре Мелікішвілі, Дмитро Менделєєв, Ілля Мечников, Микола Пирогов, Іван Сєченов, Василь Таїров, Ігор Тамм, Костянтин Ушинський, Володимир Філатов тощо.

## Засоби масової інформації

### Друковані видання
- Аргументи і факти
- Життя в Одесі
- Одеська правда
- Одеські Вісті
- Слово
- «Одеський вісник»
- Вісті
- «Порто-Франко»
- «Чорноморські новини»
- «Юг»
- Одеса 24

### Телеканали
- ТРК «Коло»
- Перший міський
- 7-й канал
- А1
- А2
- Думська TV
- Одеса
- Репортер
- Медіа-Інформ
- ТВ-Дім
- Реноме Плюс
- 100 % News
- ОНТ
- Арт-24
- УТВ
- GTV
- G-News
- Тревел Гід-ТВ
- ТРК «Академія»
- Глас
- Град
- Здоровье
- Суспільне Одеса
- PLUS
- Третий цифровой

### FM-радіостанції
| №п/п | Частота, МГц | Назва                                          | Логотип | Юридична особа          | Ліцензія  | Потужність, кВт | Адреса вежі               | Передавач                                     | RDS |
| ---- | ------------ | ---------------------------------------------- | ------- | ----------------------- | --------- | --------------- | ------------------------- | --------------------------------------------- | --- |
| 1    | 87,5         | «Перше Радіо FM1»                              |         | ТОВ ТРК "Град"          | L11-01317 | 1               | вул. Фонтанська дорога, 3 | ОФКРРТ                                        | |
| 2    | 87,9         | «Radio NV»                                     |         | ТОВ ТРК "Радіо-Ера"     | L11-00051 | 1               | вул. Космонавтів, 32      | АТ ППІ «Південмедбіосинтез»                   | RADIO NV / ODESA ***** News + RT: RADIO NV ODESA EFIR: +380442370353 REKLAMA: +380442370720 ***** PI Code: 62D3 + AF: 96.0 102.7 107.4 107.8 |
| 3    | 88,5         | «Радіо Промінь»                                |         | АТ «НСТУ»               | L11-01064 | 1               | вул. Космонавтів, 32      | АТ ППІ «Південмедбіосинтез»                   | PROMIN / UA: RADIO (рухомий рядок) ***** Pop music + PI Code: 6272                                                                           |
| 4    | 89,0         | «Мелодія FM»                                   |         |                         |           | 0,5             | вул. Космонавтів, 32      | АТ ППІ «Південмедбіосинтез»                   | |
| 5    | 89,7         | «Europa Plus»                                  |         |                         |           | 1               | вул. Фонтанська дорога, 3 | ОФКРРТ                                        | EUROPA / PLUS + RT: EUROPA PLUS 89,7 FM / Odessa Ukraine ***** Pop music ***** PI Code: 6058                                                 |
| 6    | 90,2         | «Radio ROKS»                                   |         |                         |           | 1               | вул. Фонтанська дорога, 3 | ОФКРРТ                                        | ROKS ***** Rock music ***** PI Code: 62E4 |
| 7    | 90,6         | «DJFM»                                         |         |                         |           | 0,5             | вул. Космонавтів, 32      | АТ ППІ «Південмедбіосинтез»                   | DJ FM ***** Pop music ***** PI Code: 62D9 |
| 8    | 91,0         | «Країна ФМ»                                    |         |                         |           | 1               | вул. Фонтанська дорога, 3 | ОФКРРТ                                        | KRAINAFM / 775-0745 / ODESA + RT: 067-641-7770 текст реклами, або ж: ODESA RADIOSTANCIYA KRAINA FM 91.0 FM + PI Code: 6212 + AF              |
| 9    | 91,4         | «Українське радіо» / «Українське радіо. Одеса» |         |                         |           | 2               | вул. Космонавтів, 32      | АТ ППІ «Південмедбіосинтез»                   | UA: RADIO + RT: Persha programa suspil'nogo radio + PI Code: 6200 + TP                                                                       |
| 10   | 91,8         | «Шлягер FM»                                    |         |                         |           | 0,25            | вул. Космонавтів, 32      | АТ ППІ «Південмедбіосинтез»                   | SHLAGER ***** Country music + RT: Shlager — Reklama 097 2369 000 — shlager.fm ***** PI Code: 62D8 + AF                                       |
| 11   | 95,3         | «NovaLine»                                     |         | ТОВ ТРК "МАТРІКС+"      | L11-02017 | 0,25            | вул. Космонавтів, 32      | АТ ППІ «Південмедбіосинтез»                   | NOVALINE RADIO ODESA 95,3 FM TEL: (099) 049 77 19 (dynamic) ***** PI Code: 6271                                                              |
| 12   | 96,6         | «Радіо Ми — Україна»                           |         | ТОВ "Медіа простір ФМ"  | L11-02019 | 0,5             | вул. Космонавтів, 32      | АТ ППІ «Південмедбіосинтез»                   | |
| 13   | 99,6         | конкурс від 17/07/2025                         |         |                         |           | 0,1             | вул. Космонавтів, 32      | АТ ППІ «Піаденмедбіосинтез»                   | |
| 14   | 100,4        | «NRJ»                                          |         |                         |           | 1               | вул. Космонавтів, 32      | АТ ППІ «Півбенмедбіосинтез»                   | |
| 15   | 101,0        | «Хіт FM»                                       |         |                         |           | 1               | вул. Фонтанська дорога, 3 | ОФКРРТ                                        | |
| 16   | 101,4        | Радіо «П'ятниця»                               |         |                         |           | 1               | вул. Космонавтів, 32      | АТ ППІ «Південмедбіосинтез»                   | 101.4 MHz/ Radio P'iatnytsia Odessa (рухомий рядок) ***** Pop music + PI Code: 6211 + AF: 101.1 101.4 103.1 104.4                            |
| 17   | 101,8        | «Kiss FM»                                      |         |                         |           | 3               | вул. Космонавтів, 32      | АТ ППІ «Південмедбіосинтез»                   | KISSFM ***** PI Code: 62E2 + TA |
| 18   | 102,2        | «Авторадіо»                                    |         | ТОВ "Авторадіо Південь" | L11-01041 | 1               | вул. Космонавтів 32       | АТ ППІ «Південмедбіосинтез»                   | |
| 19   | 102,7        | «Перше міське радіо»                           |         |                         |           | 0,5             | вул. Фонтанська дорога, 3 | ОФКРРТ                                        | |
| 20   | 103,2        | «Народне радіо»                                |         |                         |           | 2               | вул. Фонтанська дорога, 3 | ОФКРРТ                                        | NARODNE SUPER RADIO (dynamic) ***** News + RT: NARODNE SUPER RADIO ***** PI Code: 6032 + AF: 103.2                                           |
| 21   | 103,8        | «Радіо Град FM» (немає мовлення)               |         |                         |           | 3               | вул. Фонтанська дорога, 3 | ОФКРРТ                                        | |
| 22   | 104,3        | «Люкс FM»                                      |         |                         |           | 2               | вул. Космонавтів, 32      | АТ ППІ «Південмедбіосинтез»                   | LUX FM / 104.3FM ***** Pop Music + PI Code: 1047                                                                                             |
| 23   | 104,9        | «Радіо Байрактар»                              |         |                         |           | 0,1             | вул. Фонтанська дорога 3  | ОФКРРТ                                        | |
| 24   | 105,3        | «Просто Раді.О»                                |         | ТОВ "Раді.О"            | L11-00504 | 4               | вул. Фонтанська дорога, 3 | ОФКРРТ                                        | PROSTO / PROSTO RADIO (dynamic) ***** Pop Music + PI Code: 6153 + AF                                                                         |
| 25   | 106,0        | «Radio City» (немає мовлення)                  |         |                         |           | 1               | вул. Фонтанська дорога, 3 | ОФКРРТ                                        | |
| 26   | 106,6        | «Радіо Глас» (немає мовлення)                  |         |                         |           | 2               | вул. Канатна 83           | Облвиконком, модернізовано (збільшено висоту) | |
| 27   | 107,0        | «Radio Miami»                                  |         |                         |           | 1               | вул. Фонтанська дорога, 3 | ОФКРРТ                                        | MIAMI / HOME OF HIP-HOP (dynamic) ***** Pop music ***** PI Code: 6070 + AF: 107                                                              |
| 28   | 107,4        | «Радіо Максимум»                               |         |                         |           | 1               | вул. Космонавтів, 32      | АТ ППІ «Південмедбіосинтез»                   | RADIO / MAXIMUM / 107.4 FM / MAXIMUM ***** Pop music + PI Code: 1021 + AF                                                                    |
| 29   | 107,9        | «Наше радіо»                                   |         |                         |           | 1               | вул. Космонавтів, 32      | АТ ППІ «Південмедбіосинтез»                   | |

Міжнародне мовлення здійснюють радіостанції: «Sfera Music» та «Шансон Плюс».

## Культура

### Одеса у мистецтві
Тема «Південної Пальміри», як називають Одесу, неодноразово потрапляла до робіт різних митців — письменників, художників, архітекторів, музикантів тощо. Так перший вірш про Одесу з однойменною назвою було опубліковано 1806 року у петербурзькому журналі «Ліцей». Його автором став невідомий, що підписався як «П. Ф. Б.».
Дія німого художнього фільму Сергія Ейзенштейна «Броненосець „Потьомкін“» (Мосфільм, 1925), який неодноразово в різні роки визнавався найкращим або одним з найкращих фільмів усіх часів і народів за підсумками опитувань критиків, кінорежисерів і публіки, розгортається в Одесі у червні 1905 року, коли на броненосці «Князь Потьомкін Таврійський» команда підняла повстання. Знаменита сцена розстрілу на Потьомкінських сходах стала класикою світового кінематографа. 11 липня 2015 року на Потьомкінських сходах відбулося урочисте відкриття пам'ятного знака Європейської Кіноакадемії (англ. European Film Academy, EFA). Цей знак закріплює за Потьомкінськими сходами звання «Скарб європейської кінокультури» (англ. Treasure of European Film Culture). У пресрелізі Європейської Кіноакадемії зазначено, що «Потьомкінські сходи, безсумнівно, одне з найвідоміших історичних місць у світі кіно». Такі знаки встановлені раніше в чотирьох місцях: в Ліоні (Франція) на будинку, де народилися брати Люм'єр; науково-методичному кабінеті-музеї Сергія Ейзенштейна в Москві; Центрі Бергмана на Форйо (Швеція) і Світі Тоніно Гуерра в Пеннабіллі (Італія).
Одеські пейзажі стали провідною темою в роботах українського живописця Володимира Литвиненка.
Місто Одеса описане у низці романів і повістей, написаних різними мовами.

## Відомі особи
- Борис Барський — актор, поет, учасник комік-трупи «Маски». Народний артист України.
- Борис Бурда — гравець інтелектуальних ігор («Що? Де? Коли?», «Брейн-ринг»), телеведучий, журналіст.
- Борис Нечерда — український поет-шістдесятник.
- Валерій Залужний — український військовослужбовець, генерал, Головнокомандувач Збройних сил України.
- Віра Холодна — видатна українська кіноакторка епохи німого кіно.
- Володимир Жаботинський — єврейський письменник і публіцист, один із лідерів сіоністського руху; співзасновник держави Ізраїль та її збройних сил.
- Всеволод Змієнко — генерал-хорунжий Армії УНР. Визначний військовий діяч Армії УНР, один з організаторів військової спецслужби Державного Центру УНР в екзилі. Під час перебування в еміграції у Польщі працював у Генеральному штабі Армії УНР, упродовж 1928—1936 років очолював підрозділи розвідки і контррозвідки.
- Георгій Делієв — актор, режисер, художній керівник театру «Маски-шоу». Народний артист України.
- Данило Заболотний — український мікробіолог, епідеміолог, Президент ВУАН, засновник Інституту мікробіології та епідеміології в Києві.
- Зельман Ваксман — американський біохімік, лауреат Нобелівської премії з фізіології й медицини.
- Ігор Бєланов — український радянський футболіст, нападник, лауреат «Золотого м'яча» 1986 року, віцечемпіон Європи-1988, володар Кубка кубків-1986.
- Ілля Мечников — український, російський науковець, один з основоположників порівняльної патології, еволюційної ембріології, імунології і мікробіології.
- Ісак Бабель — російський письменник українського єврейського походження.
- Кирило Буданов — український військовик, генерал-майор начальник Головного управління розвідки МОУ під час російсько-української війни.
- Марко Безручко — український військовий діяч, генерал-хорунжий Армії УНР, творець і один із командирів так званого «Дива на Віслі» — військової операції з відбиття наступу російсько-більшовицьких окупантів під Варшавою, яка врятувала незалежність Польщі в 1920 році.
- Михайло Бойчук — український художник, маляр-монументаліст, засновник самобутньої школи українського мистецтва «бойчукізм»
- Михайло Жванецький — письменник-сатирик, з 1990 до 2020 року президент «Всесвітнього клубу одеситів».
- Оксана Баюл — українська фігуристка.
- Олег Філімонов — гуморист, учасник команди КВК «Одеські джентльмени», ведучий телепередачі «Джентльмен-шоу». Народний артист України.
- Олександр Довженко — український радянський письменник, кінорежисер, кінодраматург, художник, класик світового кінематографа.
- Олександр Ройтбурд — український художник, директор Одеського художнього музею (2018—2021), представник Нової української хвилі.
- Петро Нілус — український живописець, художній критик, з 1920 в еміграції у Франції.
- Христо Ботев — національний герой Болгарії, громадський діяч, поет і публіцист.

### Театри та музика

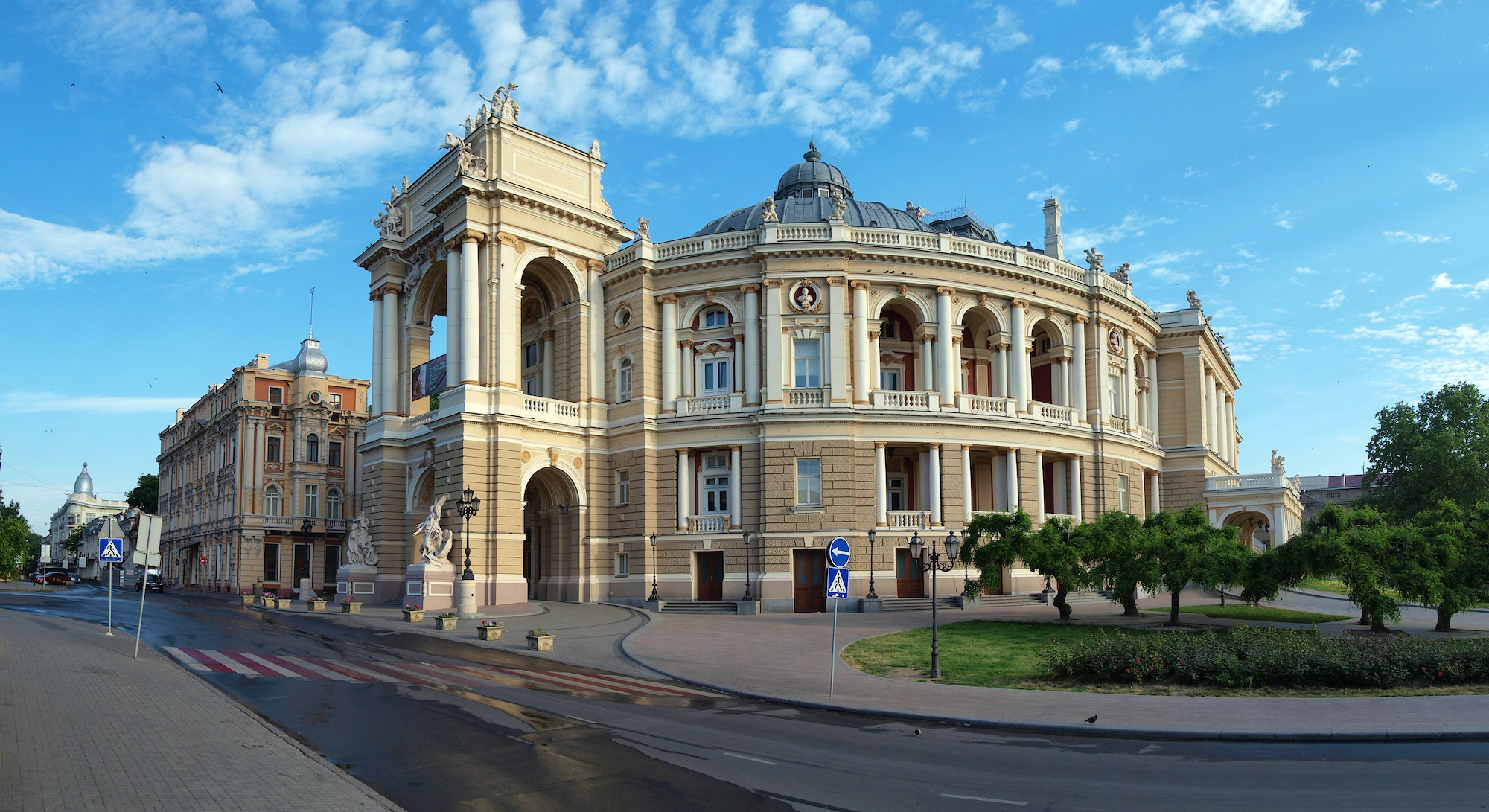
Одеський національний академічний театр опери та балету.

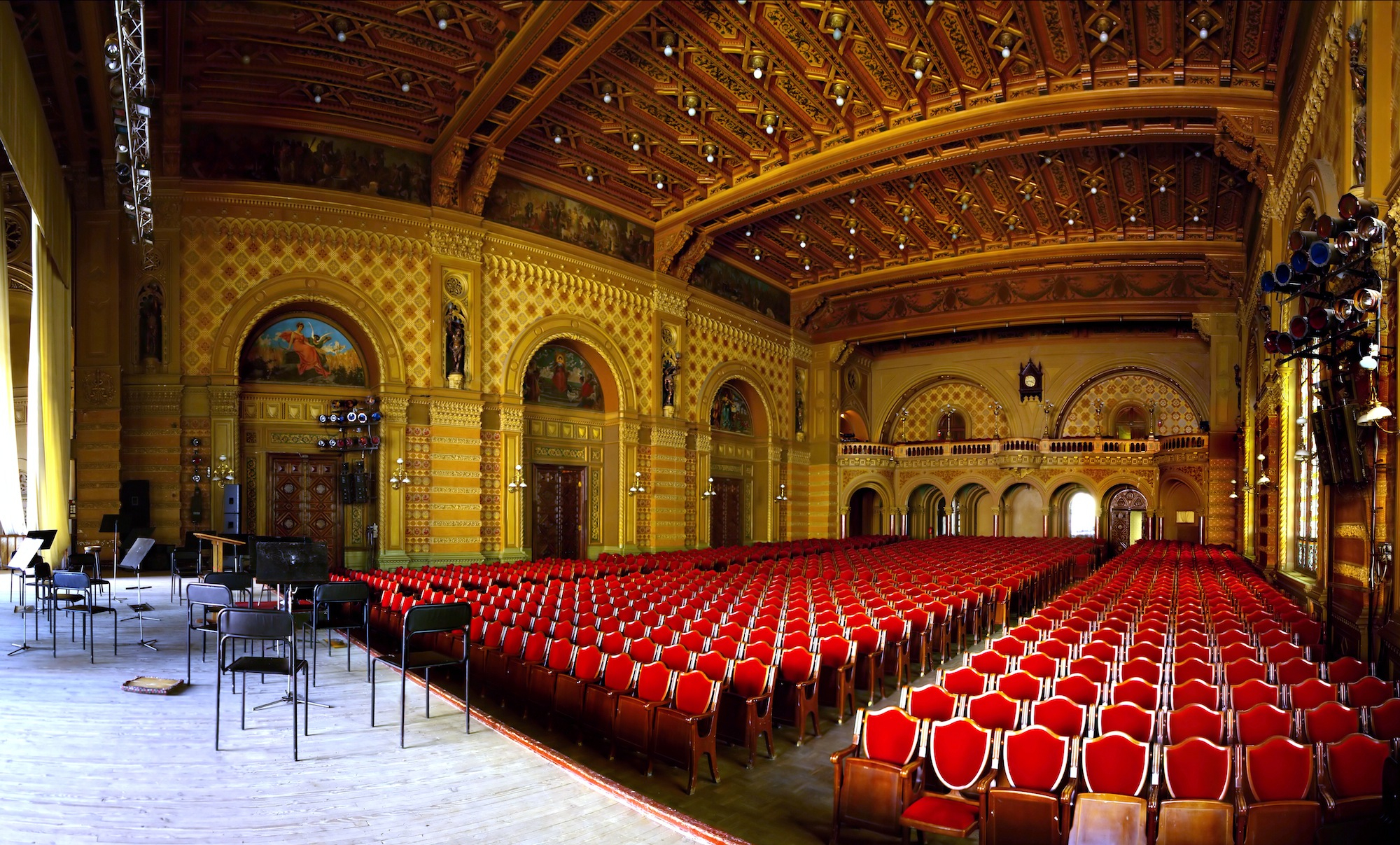
Одеська обласна філармонія

Одеса — один з українських культурних центрів. У цьому місті є безліч театрів та музеїв, які мають багаторічну історію. В Одесі також народилося та виросло багацько діячів культури — піаністи Еміль Гілельс та Святослав Ріхтер, скрипаль Давид Ойстрах, співаки Леонід Утьосов та Валерій Ободзинський, композитор Оскар Фельцман, актори, письменники, художники. Помітне місце в культурному житті міста займає театральне мистецтво. Найвизначнішим та найвідомішим театром є Одеський Національний Академічний театр Опери та Балету. У ньому бував видатний композитор Петро Чайковський, на його сцені виступали відомі співаки: Федір Шаляпін, Енріко Карузо, Леонід Собінов, танцювала Ісідора Дункан тощо. У 1920-х роках було засновано Одеський академічний український музично-драматичний театр ім. В. Василька. Нині там ставляться вистави за п'єсами найкращих українських та світових драматургів — Пантелеймона Куліша, Григорія Квітки-Основ'яненка, Івана Котляревського, Мольєра, Бертольда Брехта, тощо. На противагу українському театру в Одесі також існує Одеський обласний академічний російський драматичний театр, що був заснований 1874 року і є найстарішим на півдні України театром. Тут виступали такі видатні особистості, як Сара Бернар, Елеонора Дузе, Бенуа Коклен, а також українські майстри — Панас Саксаганський, Марія Заньковецька, Марко Кропивницький тощо. Існують також інші театри, зокрема, Одеський театр юного глядача м. Юрія Олеші було засновано як пересувний театр, і довший час він так і працював. Лише через десять років після заснування ця театральна установа отримала приміщення і, наразі є в сусідній будівлі до російського драматичного театру. Однак, спектаклі, попри назву, ставляться не лише для дітей, а й для молоді та дорослих. Що важливо, при цьому театрі було засновано Одеський обласний театр ляльок, який згодом став самостійною установою. Наймолодшим з одеських театрів є Одеський академічний театр музичної комедії ім. М. Водяного, який було переведено до Одеси зі Львова. Першим успіхом музкомедії стала оперета «Біла акація», написана Ісааком Дунаєвським. Лідером театру був Михайло Водяний, який згодом отримав його ім'я. Нині в репертуарі одеської музкомедії є спектаклі всіх напрямів: оперети, мюзикли, рок-опери тощо. Також у місті працює Цирк, що був заснований 1894 року. Особливе місце у культурному житті міста займає Одеська Філармонія, яка перебуває в будівлі колишньої Нової біржі. З приходом радянської влади, задля подолання «буржуазного націоналізму» будівля стала основним місцем проведення концертів міського оркестру. За час існування на сцені філармонії виступали видатні музичні особистості: Володимир Висоцький, Олександр Гольденвейзер, Микола Малько, Давид Ойстрах, Леонід Утьосов, Дмитро Шостакович тощо. Також в Одесі існує:
- Одеський муніципальний театр духової музики ім. Народного артиста України О. Саліка створений Одеською міською радою в грудні 2003 року як комунальне підприємство;
- театр «Дім клоунів», який відкрився 8 березня 2003 в приміщенні колишнього кінотеатру «Дружба»;
- Єврейський культурний центр «Beit Grand» — центр для всіх, кого цікавлять різного роду творчі студії, хто ходить на вистави, концерти й виставки, а також для тих, хто шукає приміщення, де можна було б провести те чи інше культурний захід.

### Кіно

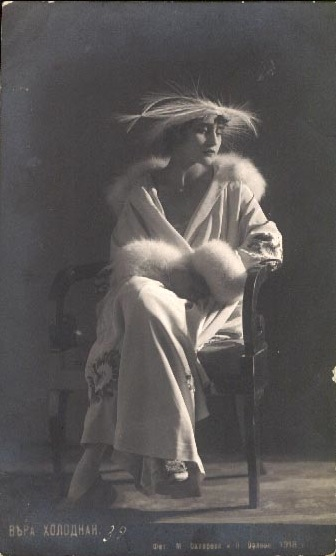
Віра Холодна

Першим одеським кінооператором був Мирон Гроссман, який у 1906 році заснував перше одеське кіноательє. За період 1907—1915 рр. зняв близько п'ятдесяти документальних сюжетів для кіножурналів. У 1912 році заснував першу кіностудію «Мирограф», яка випустила кілька комедій, пригодницьких стрічок та фільмів на єврейську тематику. На «Мирографі» зняті останні кадри з участю великої акторки, зірки німого кіно Віри Холодної. Усі міські кіноательє за радянської влади були об'єднані у кіностудію. В Одесі розпочав свою режисерську кар'єру Олександр Довженко. Його фільми «Звенигора», «Арсенал» є класикою світового кінематографа Серед найпопулярніших фільмів Одеської кіностудії «Весна на Зарічній вулиці» Фелікса Миронера та Марлена Хуцієва, «Десять негренят», «Небезпечні гастролі», «Зелений фургон» Олександра Павловського та ін. У 1927 році В'ячеславом Левандовським створено перший український анімаційний фільм (мультфільм) «Казка про солом'яного бичка». Також у місті функціонує місцева студія мультиплікації, яка є одною з найбільших анімаційних студій в Україні. За 20 років існування ця анімаційна студія випустила 2 повнометражних анімаційних фільми, більш ніж 50 мультикліпів та більш ніж 1000 рекламних роликів для телеканалів і телепередач. Серед постатей з Одеси у кінематографі прославилися такі люди, як Віктор Добровольський, Марко Донськой, Михайло Разумний, Андрій Сова, Леонід Трауберг, Леонід Утьосов та інші.
Також в Одесі досить розвинена система кінотеатрів. Нині у місті працюють десять кінотеатрів: «Cinema City», «Москва», «Родина», (Батьківщина) «Золотий Дюк», «Зоряний»,, Автокінотеатр і два кінотеатри Multiplex та «Планета кіно». До недавнього часу на головній вулиці міста існував найстаріший кінотеатр Одеси, «Кіно-Уточкіно», однак через брак коштів його було вирішено перебудувати у ресторан та нічний клуб. Кінотеатри «Зоряний», «Родина» (Батьківщина) та «Москва» входять до мережі кінотеатрів «Одеса-Кіно», власник якої, медіамагнат Артем Вознюк проводить проросійську та українофобську політику, чинячи опір впровадженню українського дубляжу в кінотеатрах. Також у місті є представник найбільшого оператора багатокомплексних кінотеатрів у Центральній та Східній Європі, а також в Ізраїлі, «Cinema City International». Кінотеатр «Cinema City» має найбільшу кількість залів серед усіх своїх конкурентів — сім.

### Музеї

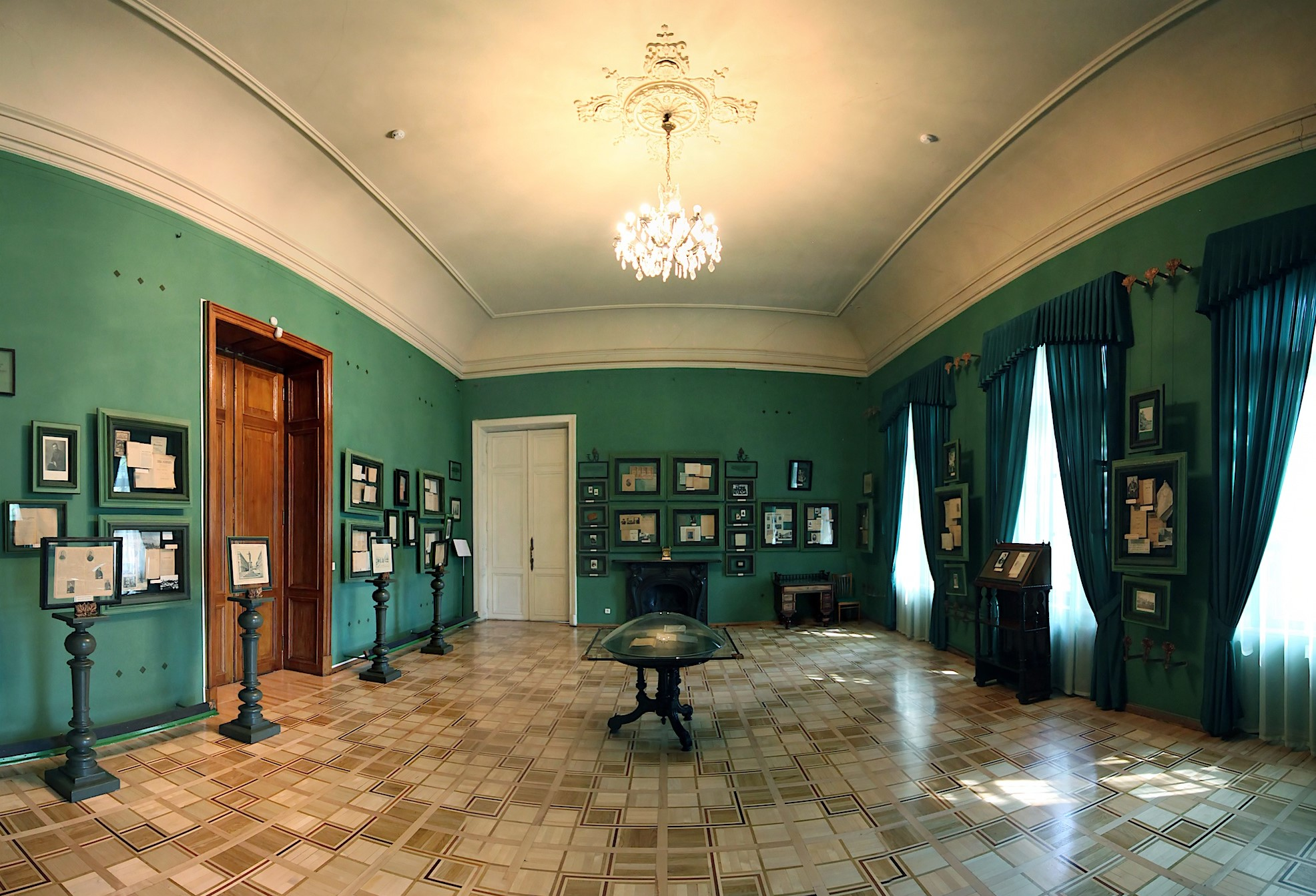
Одна із зал державного літературного музею.

В Одесі працюють близько тридцяти музеїв.
- Одеський археологічний музей НАН України — один з найстаріших в Україні (був заснований в 1825 році), що також працює, як науково-дослідний інститут[179];
- Одеський художній музей — один з найбільш розвинених художніх музеїв в Україні та має у своїх фондах майже всі види художнього мистецтва: живопис, графіку, скульптуру, декоративно-ужиткове мистецтво і містить витвори російських і українських майстрів іконопису від XVI століття до сучасності, нараховуючи понад 10 тисяч оригінальних робіт[180]. Він розташувався в самому центрі Одеси, у старовинному палаці Наришкіних, збудованому у 1820-ті роки в кращих традиціях російського класицизму;
- Одеський музей західного і східного мистецтва — один з найкращих музеїв такого виду в Україні[181], що міститься у колишньому дворі найбільшого негоціанта Абази;
- Одеський літературний музей — охоплює історію літературної Одеси за два століття, а також близько 300 іменитих письменників представлені у 24 залах, заснований в 1977 році. Сад скульптур Літературного музею вважається візитною карткою Одеси. Щорічно його відвідують  близько 90-100 тисяч туристів.
- Грецький фонд культури «Філікі Етерія» — музей національно-визвольного руху Греції, що почався в Одесі із заснування однойменної таємної організації[182];
- Військово-історичний музей оперативного командування Південь;
- Меморіал героїчної оборони Одеси — 411-а батарея;
- Музей історії євреїв Одеси «Мігдаль-Шорашим»
- Музей Голокосту пам'яті жертв фашизму — розповідає про трагічну долю євреїв Трансністрії (територія між Південним Бугом і Дністром), про роль румуно-німецьких окупантів і колабораціоністів у знищенні єврейського населення, про мужність тих, хто рятував євреїв в роки окупації;
- Одеський історико-краєзнавчий музей;
- Одеський музей звуку Василя Пінчука;
- Музей контрабанди;
- Музей шоколаду;
- Одеський муніципальний музей особистих колекцій імені О. В. Блещунова;
- Музей історії та розвитку Українського козацтва;
- Музей-квартира Леоніда Утьосова;
- Одеський підводний історичний музей;
- Музей катакомб «Таємниці підземної Одеси»;
- Одеський музей Морського флоту;
- Музей ім. Ф. П. Де-Волана — музей одеського порту влаштувався в одній зі старовинних будівель на Ланжеронівському узвозі, у яких до революції перебували «баржани» — нічліжні будинки для бездомних вантажників порту;
- Музей «Іноземні письменники в Одесі» — у будівлі одного з перших готелів міста — «Hotel du Nord»;
- Меморіальний музей К. Г. Паустовського;
- Одеський Будинок-музей ім. М. К. Реріха — один із шести музеїв у світі, присвячених творчості родини Реріхів;
- Меморіальний будинок-музей академіка В. П. Філатова;
- Музей Кіно — розташований на території кіностудії, розповідає про кінематографічну діяльності в Одесі починаючи з винаходу кінематографа і по теперішній час;
- Одеський Музей футболу;
- Музей анатомії людини;
- Музей Цікавої Науки — інтерактивний музей. розрахований на те, щоб кожен відвідувач зміг все помацати та перебути наукові експерименти власними руками;
- Одеський музей нумізматики;
- Музей сучасного мистецтва Одеси — був створений молодим бізнесменом, інтелектуалом і меценатом Вадимом Мороховським на основі унікальної колекції робіт майстрів «другої хвилі одеського авангарду» відомого колекціонера Михайла Кнобеля;
- Музей воскових фігур «У Баби Уті»;
- Музей коньячної справи М. Л. Шустова.

### Традиції
Хоч у наш час більшу частину населення міста складають українці, росіяни ж — лише третину, місто Одеса століттями було багатонаціональним містом. Поєднання десятків різноманітних культур у місті створило свою унікальну, так звану, «одеську мову». Однак, за думкою деяких дослідників одеська мова являє собою поєднання декількох різних мов, насамперед російської, української та їдиш. Інші ж дослідники вважають цю мову «російською мовою євреїв». В останні роки, кількість людей, які розмовляють одеською мовою, невпинно зменшується. Позаяк, на це вплинула велика кількість емігрантів до США та Ізраїлю. Одними з найвідоміших популяризаторів цього діалекту були: літератори Ісак Бабель, Ілля Ільф, Євген Петров, співак і кіноактор Леонід Утьосов, а також сатирики Михайло Жванецький, Роман Карцев тощо. У XIX столітті — на початку XX століття в Одесі існувала така професія, як биндюжник. Зазвичай, так називали портових вантажників, або ж людину, яка править кіньми у найманому екіпажі. Ця професія і люди, які працювали биндюжниками стали героями багатьох літературних творів, кінофільмів тощо. Багато у чому у культурі одеські биндюжники висвітлені приблизно, як львівські батяри. Але, на відміну від батярів, які вважалися нестандартними людьми, авантюристами, биндюжниками позначали неосвічених людей, які займаються важкою працею.
Вважається, також, що Одеса — це столиця гумору. Багато у чому, цей стереотип живе завдяки таким гумористам, як Михайло Жванецький, Віктор Ільченко, Роман Карцев, які стали відомими завдяки відомому гумористу Аркадію Райкіну. Окрім того, в Одесі існує щорічний гумористичний фестиваль — «Гуморина». Одеса, від початку свого існування у Російській імперії, була місцем поєднання не тільки російської та європейської культур, а й політичних еліт. Так із цим містом пов'язана доля таких відомих політичних постатей, як Сергій Вітте, Михайло Воронцов, Герман Пинтя, Арман Емманюель дю Плессі, герцог де Рішельє, Міхеїл Саакашвілі тощо, а також багато відомих українських політиків, як-от: Олександр Боровик, Олексій Гончаренко, Едуард Гурвіц, Валентин Симоненко тощо.

#### Фестивалі

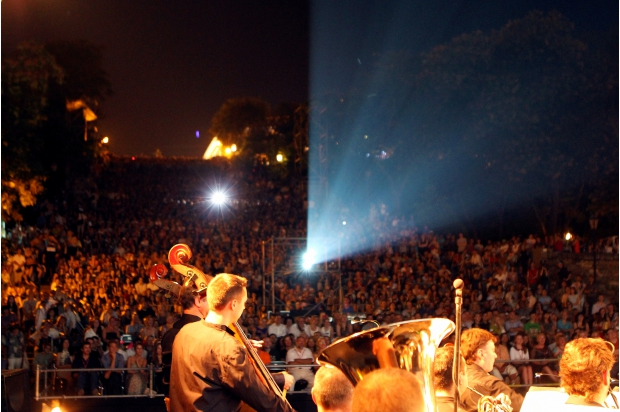
Показ фільму «Вогні великого міста» на Одеському міжнародному кінофестивалі

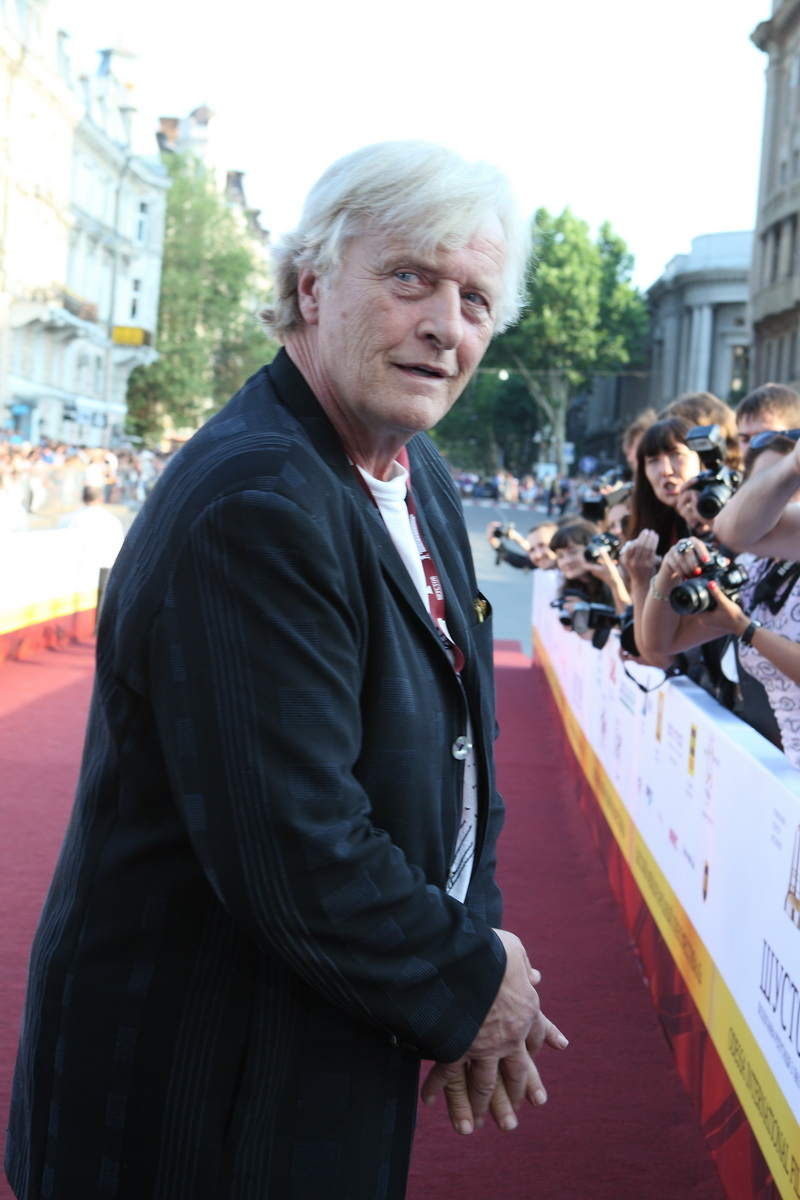
Рутгер Гауер на червоній доріжці Одеського міжнародного кінофестивалю

У радянські часи Одеса організовувала два значних фестивалі. Найвідоміший, наймасштабніший та один з найстаріших у країні фестиваль, це «Гуморина», щорічний фестиваль гумору та сатири, який проводиться 1 квітня у день сміху, починаючи з 1973 року. Перелякана влада Української РСР та Одеси після виходу фестивалю на всесоюзний та міжнародний рівень у 1976 році забороняє «Гуморину». Її відродили під час Перебудови в 1987 році. У 2013 році організатори цього фестивалю відсвяткувати 40-річчя «Гуморини». У 1988, 1990 та 1994 роках проводився кінофестиваль Золотий Дюк (в 1987 році проходив пробний кінофестиваль «Одеська альтернатива»). Головний приз фестивалю статуетка «Золотий Дюк» роботи одеського скульптора Михайла Реви є також головним призом Одеського міжнародного кінофестивалю (2010 — дотепер).
У 1990-х роках почали з'являтися нові фестивалі. Серед тих, що були засновані ще у 1990-х роках й досі тривають це: Міжнародний рок-фестиваль «Пікейні жилети» на честь фундатора Одеського рок-клубу, гітариста та засновника рок-гурту «Бастіон» Ігоря Ганкевича, автора пісні «Прогулянка Одесою» (1991), «Два дні й дві ночі нової музики» (1995), музичний фестиваль експериментальної музики українських та іноземних авторів, а також байкерський фестиваль рок-музики «Гоблін Шоу».
З 2001 по 2011 роки проводився міжнародний «Джаз-карнавал в Одесі». З 2011 року, після зміни концепції, він проходить як Odessa JazzFest.
2010 року в Одесі з'явилося одразу декілька фестивалів нового покоління — камерний, але самобутній фестиваль німого кіно та сучасної музики «Німі ночі», проведений просто неба на причалі Морського вокзалу, а також масштабний Одеський міжнародний кінофестиваль, який відразу ж викликав великий інтерес серед кінолюбителів та резонанс як в Україні, так і за кордоном. Якщо «Німі ночі» спеціалізуються більше на німому кіно, то ОМКФ зарекомендував себе, як фестиваль артмейнстріму: кіно високого художнього рівня, розраховане на широкий загал. Організатори кіноподії поставили перед собою досить амбітні цілі — перетворити ОМКФ на один з головних кінофорумів Східної Європи та називають його «східноєвропейськими Каннами». Кожного року цей фестиваль проводить, як платні покази, так і безплатні, а також ретроспективи та прем'єри фільмів. Окрім того, на ОМКФ діють одразу декілька конкурсних програм, для українського, російського, короткометражного кінематографа, а також головний приз, «Золотий Дюк», за найкращий фільм.
З 2013 року кожного літа проводиться хардкор/панк фестиваль «Маяк Fest», який збирає десятки провідних гуртів і сотні поціновувачів хардкору та панку. На фестивалі можна простежити субкультурну атмосферу, яка виражена у панках, хардкорниках, скінхедах тощо. Кухня фестивалю є веганською.
На зимові свята в Одесі проводять фестивалі «Різдво на Дерибасівській» та «Щедре Різдво» (7 січня).

### Одеська кухня

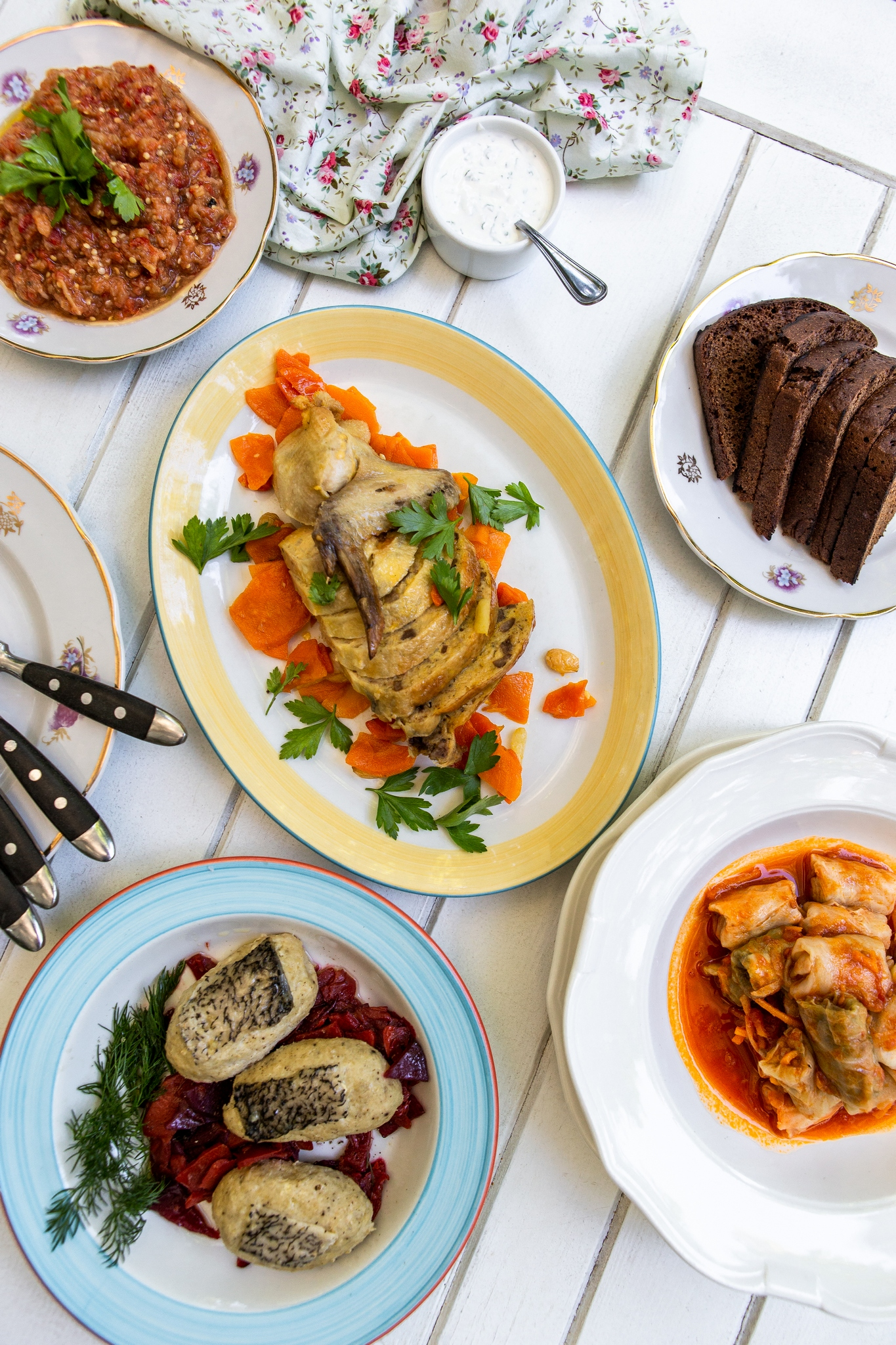
Страви одеської кухні: фарширована куряча шийка, фарширована риба, ікра з синіх, голубці з мізинчик

Одеська кухня по-грецьки ароматна, по-болгарськи гостра, по-французьки вишукана, по-українськи ситна, по-єврейськи збалансована, по-молдовськи напитана сонцем, по-італійськи пікантна. Однак вона має й притаманні лише їй смаки та нюанси.
Не можливо уявити одеську кухню без різноманітних варіацій смаженої, сушеної та засоленої морської риби та морепродуктів: бичків, рапанів, рачків, камбали, мідій. Але так само не можливо уявити без одеської варіації українського борщу, який варили на курячому чи качиному бульйоні, літнього зеленого борщу, куди обов'язково треба було додати суміш зі шпинату та щавеля, вертут, голубчиків (саме так, а не голубців), вареників з вишнями, крихітних налисничків з сиром, голубців тощо. Вплив на кухню мав також молдавський народ: плачинди, мітітєї, десерти «Шапка Гугуце», гничені сливи — це все звідти.
Зараз страви одеської кухні також можна зустріти в меню практично кожного одеського ресторану. Смажені кабачки з майонезом і часником, рулетики з баклажанів під кумедною назвою «тещин язик», ікорочка з синіх, апетитно приправлена часником та петрушкою, смажені бички в хрусткому клярі, форшмак з малосольного оселедця, чорноморські мідії у казанку, тушковані та запечені рапани. Жоден бенкет не обходиться без фаршированої риби і, практично в кожному ресторані, можна знайти такі десерти, як чорнослив з горіхами під вершками та наполеон.

## Релігія

### Християнство
Сьогодні місто є центром Одеської єпархії Православної церкви України, єпархії УПЦ МП (РПЦ в Україні), екзархату УГКЦ, дієцезії Римо-католицької церкви, а також громада Вірменської апостольської церкви. Крім того, у місті діють громади Баптистів, Адвентистів, Свідків Єгови.

#### Православна церква
Серед найвідоміших культових споруд православної церкви є:
- Спасо-Преображенський кафедральний Собор;
- Свято-Успенський Кафедральний Собор;
- Свято-Архангело-Михайлівський жіночий монастир;
- Свято-Іллінський чоловічий монастир;
- Свято-Іверський чоловічий монастир;
- Свято-Успенський патріарший чоловічий монастир;
- Свято-Троїцький собор, православний храм, побудований грецькою громадою міста;
- Храм Ікони Пресвятої Богородиці Всіх Скорботних Радість.

#### Католицька церква
- Кафедральний собор Успіння Пресвятої Діви Марії
- Костел святого Петра апостола
- Катедральний храм святого Апостола Андрія Первозванного УГКЦ
- Церква Вознесіння Господнього УГКЦ

#### Протестантизм
- Церква святого Павла (Лютеранство)
- Перша Одеська Церква Євангельських Християн-Баптистів (Баптизм)
- Церква ЕХБ «Благодать» (Баптизм)
- Церква адвентистів сьомого дня

#### Інші
- Свідки Єгови

### Іслам
Мечеть Аль-Салам має всі шанси з часом стати пам'яткою архітектури. Будівлю збудовано в мавританському стилі у 2001 році на кошти українського бізнесмена сирійського походження Ківана Аднана. 2018 року Ківан Аднаном було збудовано другу мечеть під назвою "Східний культурний центр імені Ахмеда Сулеймана Ківана".
Також громадою Духовного управління мусульман України будується нова Одеська соборна мечеть.
У місті Одеса проживає декілька тисяч мусульман. Серед них турки, азербайджанці, араби, сирійці, кримські татари, пуштуни, узбеки, пакистанці, українці, що прийняли Іслам.

### Юдаїзм
Бродська синагога, також Синагога Ор Самеах — одна з найдавніших дієвих синагог України.

### Цвинтарі
В Одесі є близько 34 некрополів, але відкритим для поховань є лише п'ять з них. Найвідомішим є Другий Християнський цвинтар, де поховано багато відомих людей. За радянської влади було знищено більшість одеських кладовищ, зокрема культових, як Перший Християнський цвинтар, Перше Єврейське кладовище та інших, де було поховано найвизначніших жителів міста за минулих часів.

Окремо існує кладовища для поховання мусульман.

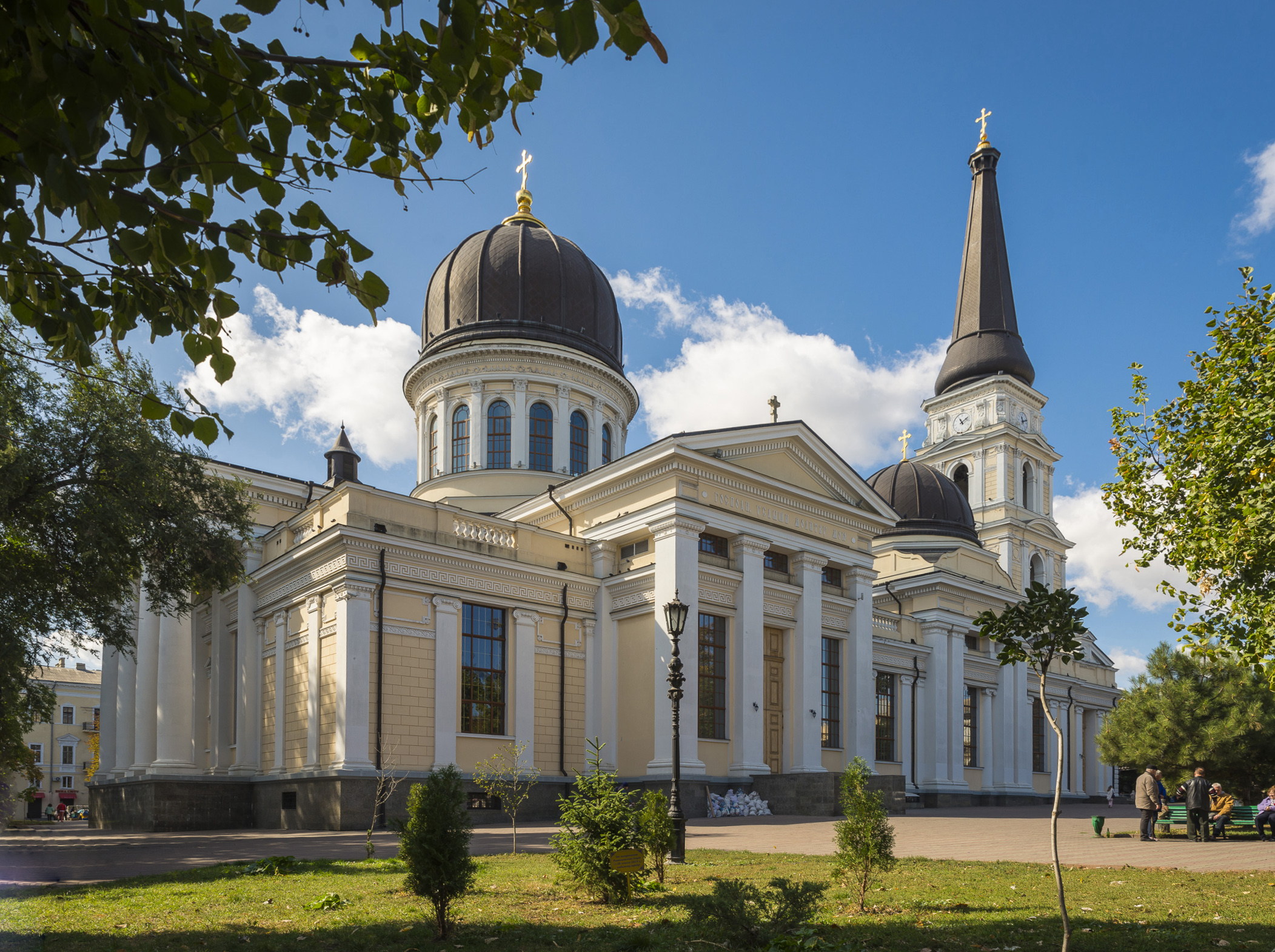
Спасо-Преображенський собор
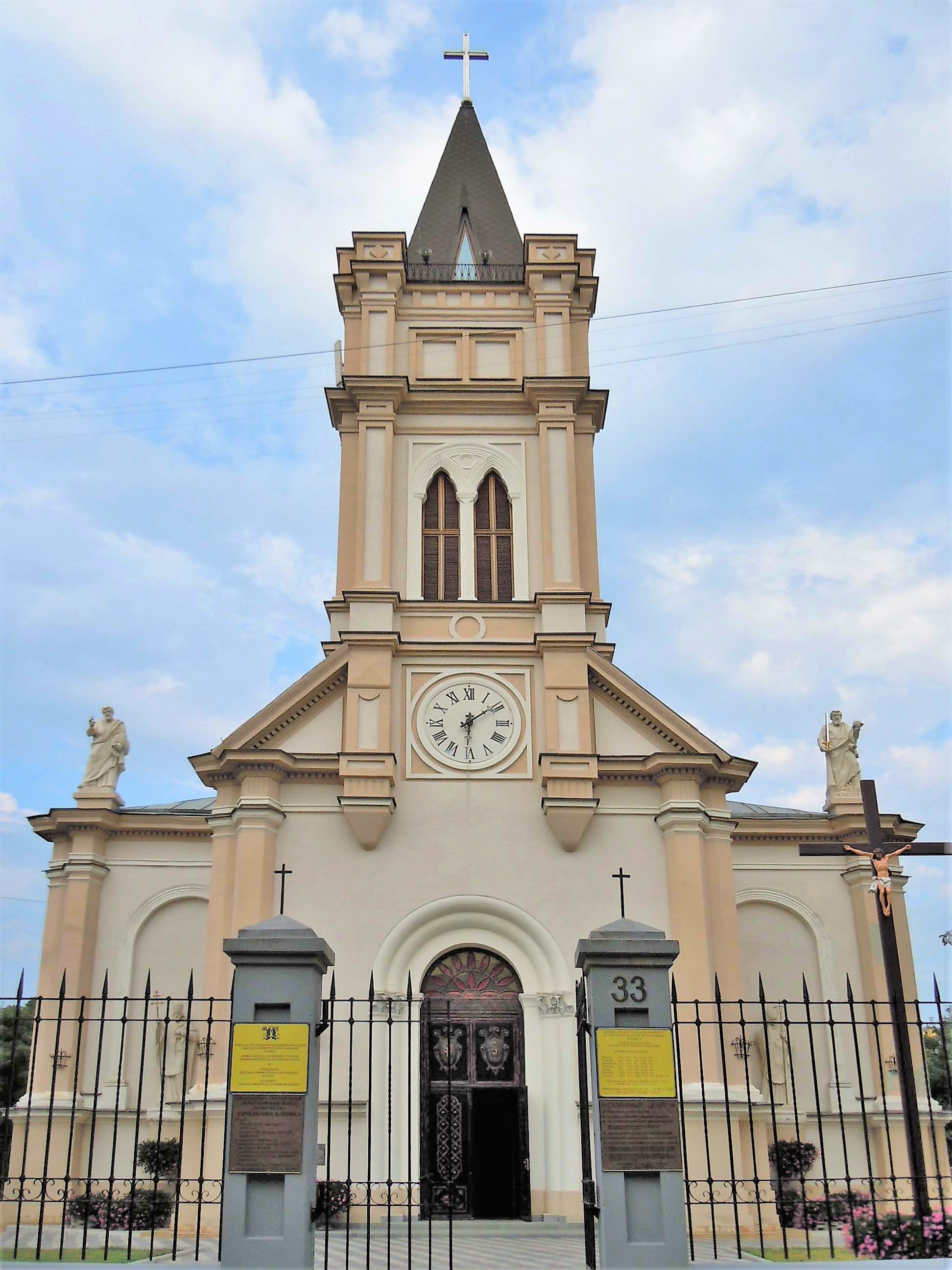
Кафедральний собор Успіння Пресвятої Діви Марії
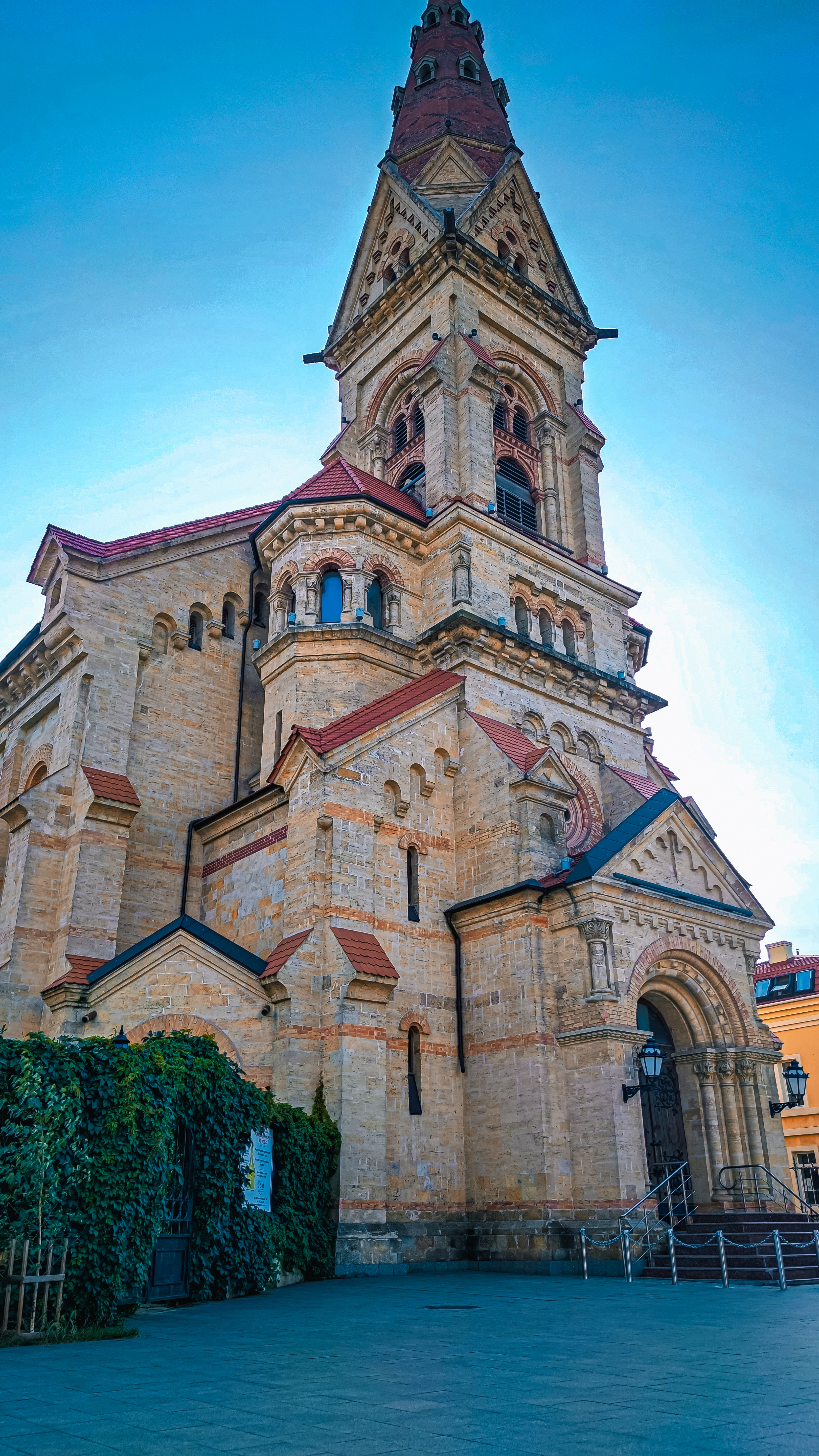
Лютеранська церква Святого Павла
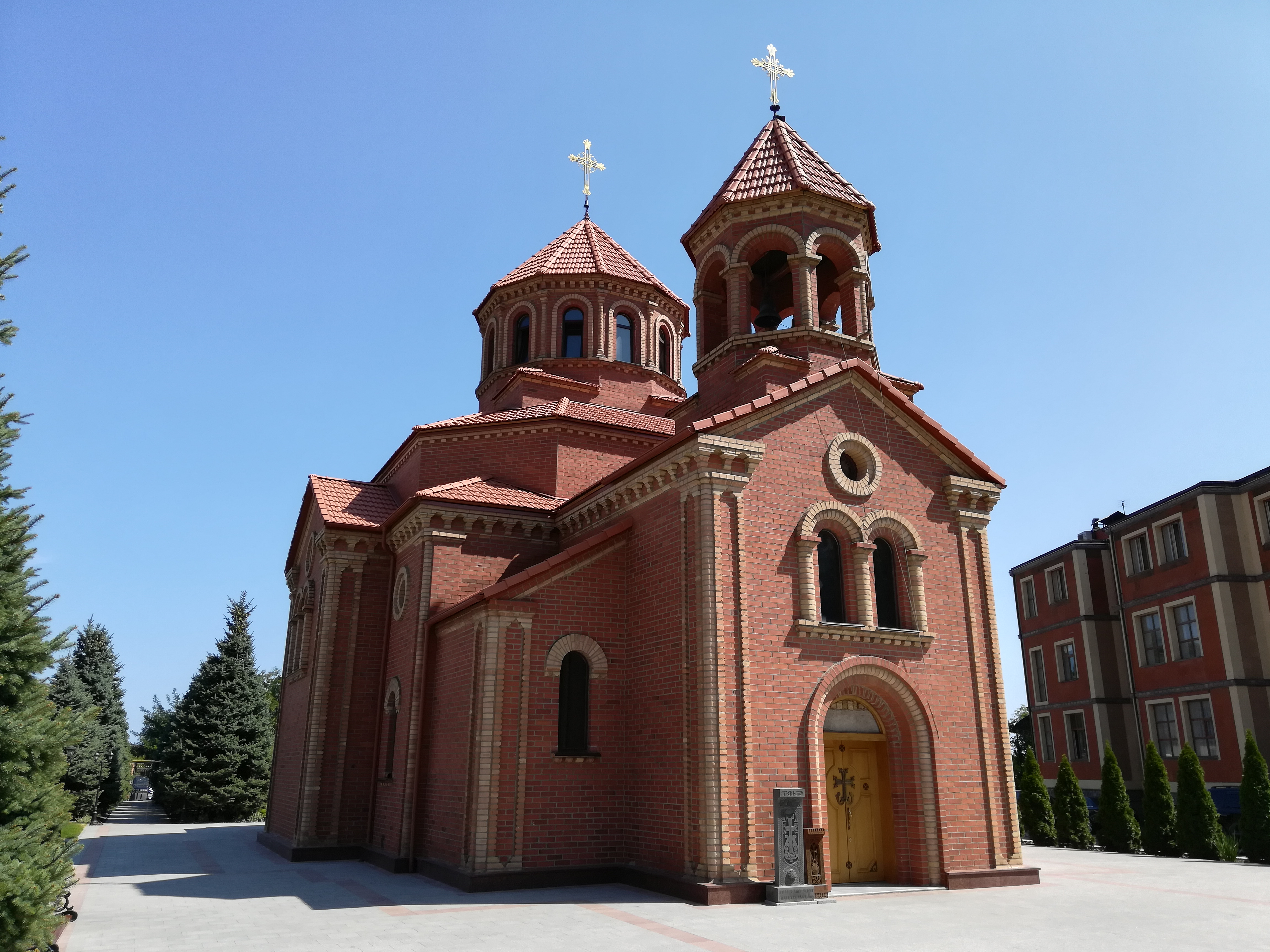
Вірменська церква святого Григорія Просвітителя
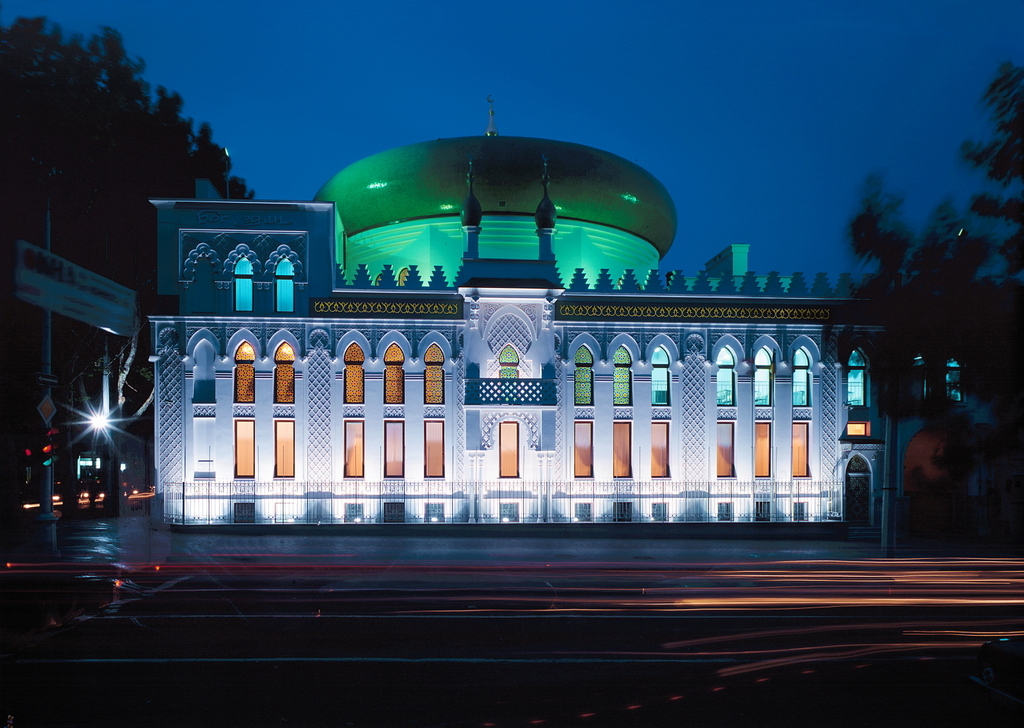
Мечеть Аль-Салам
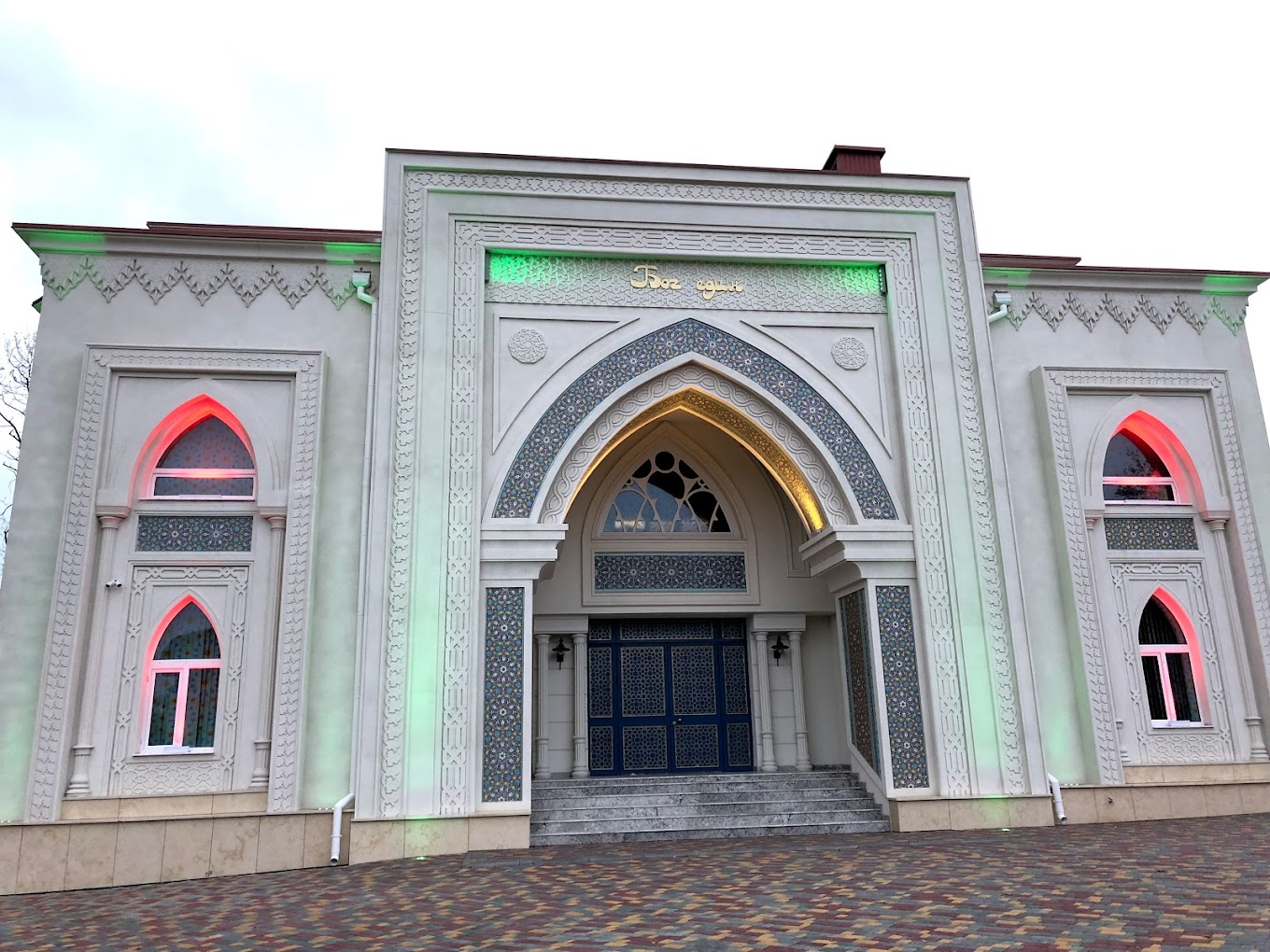
Східний культурний центр та мечеть імені Ахмеда Сулеймана Ківана
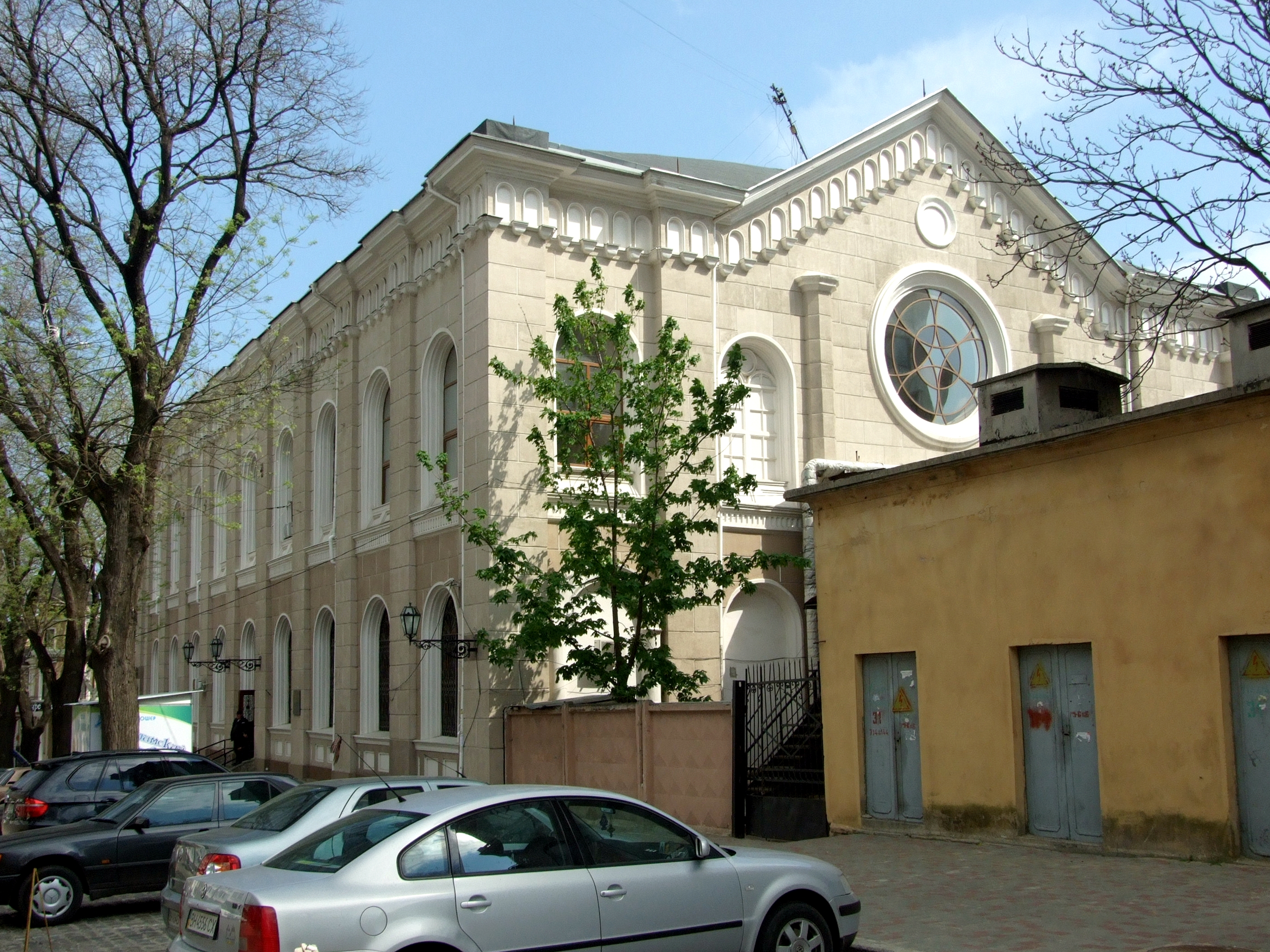
Синагога «Ор Самеах»

## Архітектура та пам'ятки

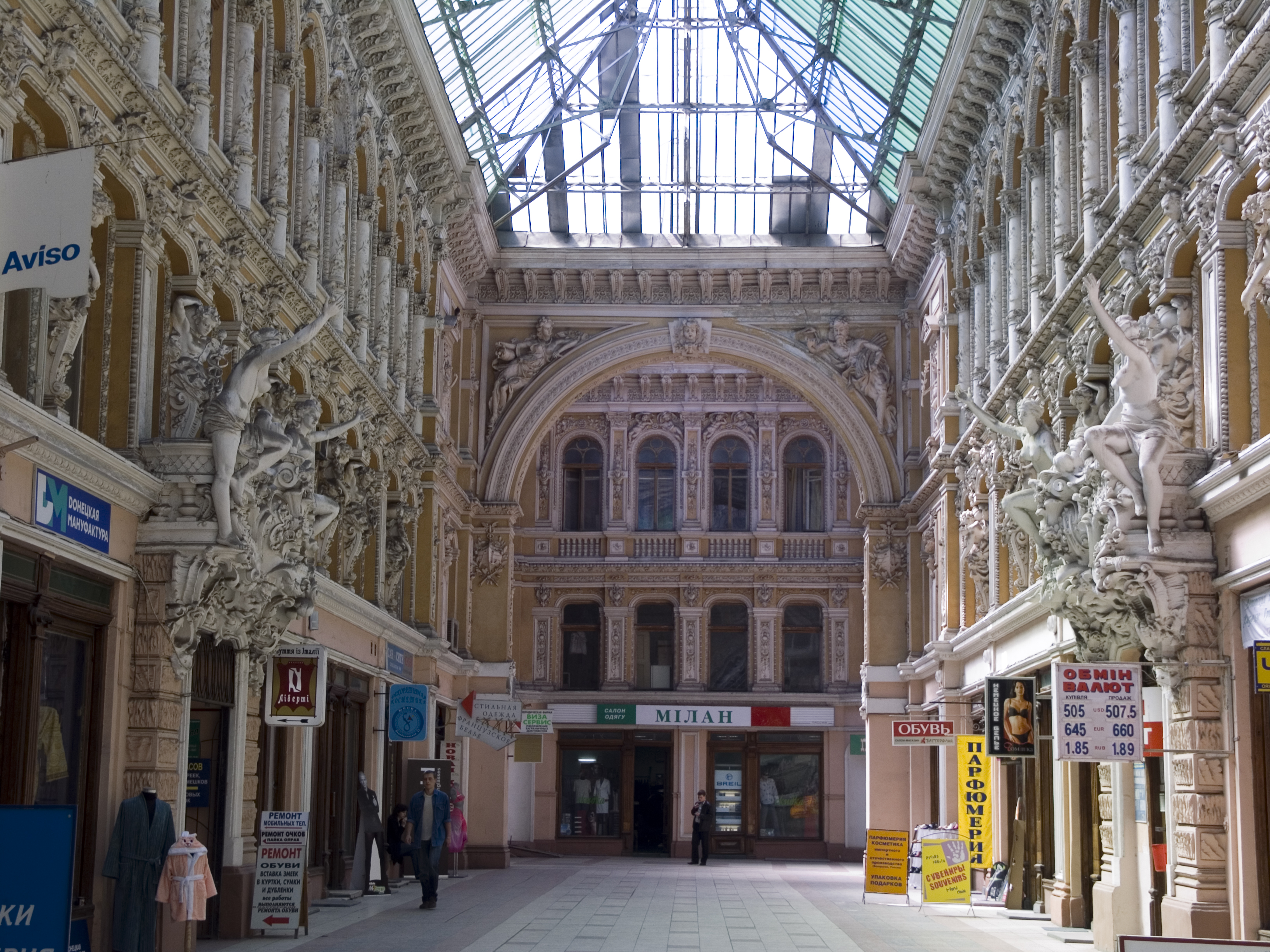
Одеський Пасаж.

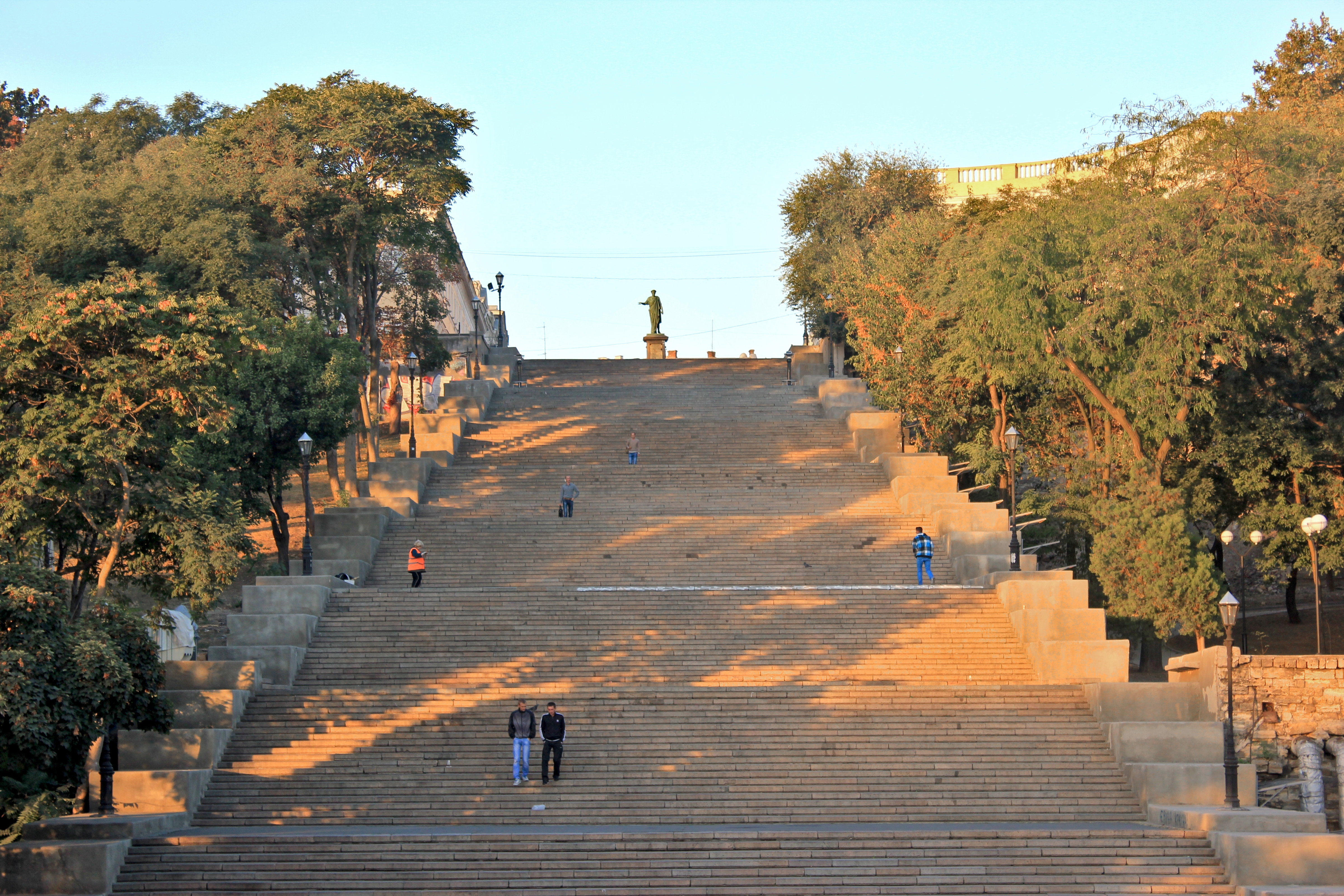
Потьомкінські сходи

Арк Палас — другий за висотою хмарочос Одеси

Від захоплення цих земель Російською імперією Одеса активно розвивалася не тільки економічно, але й у містобудуванні. Зокрема, перший план міста було розроблено ще наприкінці XVIII століття відомим інженером Францом де Волланом. План міста, розроблений Волланом, передбачав заснування центральної частини міста з чіткою системою вулиць і кварталами з однаковою довжиною й шириною. З першої половини XIX століття в Одесі почалося масова забудова. У XIX столітті місто пережило кілька архітектурних етапів, що відзначалися різними стилями. Зокрема, класицизмом (Спасо-Преображенський Кафедральний Собор, Рішельєвський ліцей, Свято-Троїцький Собор, Циркульний корпус тощо, архітектори — Франческо Боффо, Олександр Дігбі, Тома де Томон, Джованні та Франсіско Фраполлі, Франсуа Шаль), ампіром (Стара біржа, Воронцовський палац, пам'ятник Дюку де Рішельє, будинок Маразлі, Потьомкінські сходи, Успенський собор Святоуспенського монастиря, Будинок Фелікса де Рібаса, Сабанські казарми тощо, архітектори — Каетано Даллаква, Джорджо Торрічеллі, Никифор Черкунов, Вільгельм Шмідт), палладіанством (Пале-Рояль, будинки на Театральній площі, будинок Археологічного музею), неоготикою (палац Бжозовського, Бродська синагога, Нова біржа, дача Маразлі, Кірха, Головна одеська синагога, церква Петра і Павла (зруйнована), архітектори — Олександр Бернардацці, Франц Боффо, Фелікс Ґонсьоровський, Йосип Колович, Адольф Мінкус, Франц Моранді, Микола Толвінський) тощо.
На зовнішньому вигляді міста великий вплив позначив клімат. Зокрема це стосується широкого застосування у виді будівельного матеріалу вапнякового каменя, черепашнику. Він допомагав жителям від пекучої спеки, також для цього застосовували при будуванні портики, лоджії, криті галереї тощо. Наприкінці століття популярним стало змішання різних стилів, а також необароко, модерн тощо, що зобразилися у Пасажі, готелях «Імперіал» та «Велика Московська», будинках Руссова та Блюмберга, будівлі Оперного театру, будівлі одеської синагоги тощо.
Початок XX століття відзначився шаленим попитом на новий архітектурний стиль, конструктивізм (будівлі інституту холоду, інституту очних хвороб імені В. Філатова та школи-інтернату імені П. Столярського, готель «Лондонський» тощо, архітектори — Олександр Дубінін, Ной Каневський, Файфель Троуп'янський). Багато в чому велика кількість будівель у стилі конструктивізму, а також сталінського ампіру пов'язана із неодноразовим бомбардуванням міста під час Другої світової війни. Зокрема, так було відбудовано залізничний вокзал, побудовано велику кількість «хрущівок». Унаслідок того, що під кінець століття багатьом жителям міста не вистачало квартир було збудовано декілька «спальних» мікрорайонів з однотипних панельних будинків, як-от селище Котовського, Таїрова, Черемушки тощо. Також були збудовані готелі «Одеса» та «Чорне море», головна будівля порту. Серед сучасних забудов слід відзначити також житловий комплекс «Чудо-місто», ТЦ «Афіна», будинок «Шах-наме», Арабський культурний центр тощо. Серед сучасних місцевих архітекторів слід зазначити Дмитра та Михайла Повстанюків тощо. За останні два десятиріччя Одеса зазнала значних втрат від забудови історичного центру сучасними житловими будинками та бізнес-центрами. Наприклад, Грецька площа зруйнована практично повністю. Повністю зруйнована Аркадія, інтенсивно забудовується Французький бульвар.
На околицях міста збереглися «печерні будинки», які належали козакам-кам'яницям 18 століття.

## Спорт

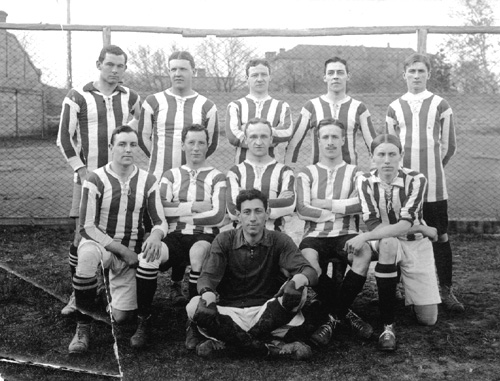
Футбольна команда ОБАК, 1914 рік.

Найпопулярнішим командним видом спорту в Одесі є футбол. Найпопулярніший одеський футбольний клуб «Чорноморець» неодноразово здобував спортивні трофеї як у СРСР, так і в Україні, а також брав участь у міжнародних змаганнях найвищого ґатунку. Окрім того, «Чорноморець» став спортивним символом міста. Також слід відзначити аматорський футбольний клуб «Рішельє», що є дійсним рекордсменом чемпіонату України серед ветеранів. Історія футболу в Одесі починається з 1884 року, коли членами міського атлетичного клубу, вихідцями з Великої Британії було побудоване перше в місті закрите футбольне поле, яке розташовувалось навпроти сучасної кіностудії на Французькому бульварі. Крім ОБАКу варто відзначити й такі спортивні клуби: Местран, Спортінг-Клуб, Шереметьєвський гурток спорту, єврейський спортивний клуб «Маккабі» тощо. Уже в 1910 в Одесі була заснована футбольна ліга, яка входила до Всеросійського футбольного союзу. У також популярному виді спорту, баскетболі, місто також має свого вагомого представника в українському чемпіонаті — БК «Одеса», що неодноразово привозив до рідного міста золоті медалі. У жіночому волейболі в Одесі відомий клуб «Джинестра», у рядах якого багато років волейбольні професіоналки беруть участь у змаганнях найвищого рівня.
Головною спортивною спорудою Одеси є стадіон «Чорноморець», що вміщає 34 164 глядачів. Крім того, у місті функціонують стадіони «Спартак», «СКА» тощо.
Також у місті існує іподром, що є найстарішим в Україні. На ньому, окрім кінно-спортивних змагань, також проводилися перші польоти літаків у Російській імперії: льотчики Михайло Єфімов (21 березня 1910 року) та Сергій Уточкін (13 квітня 1910 року). Причорноморське місто також неодноразово дарувало країнам різних епох чудових спортсменів у найрізноманітніших видах спорту. Серед них багато олімпійських чемпіонів України та СРСР. Зокрема — Геннадій Авдєєнко, Микола Авілов, Оксана Баюл, Тетяна Гуцу, Яків Железняк, Євген Лапинський, Микола Мільчев, Віктор Михальчук, Надія Мушта-Олізаренко, Маргарита Ніколаєва, Віктор Петренко, Сергій Петренко, Едуард Сибіряков, Юлія Рябчинська, Юрій Чебан, Ольга Шкурнова. Серед інших:
- Уточкін Сергій Ісайович — один із перших льотчиків-випробувачів у Російській імперії. Популяризатор авіації на початку XX століття, футболіст, велосипедист, тенісист, боксер, борець, учасник вітрильних регат тощо.
- Рибальченко Михайло Іванович — радянський велосипедист 1930-х років, триразовий чемпіон СРСР, єдина людина чий довоєнний та досі не подоланий спортивний здобуток був занесений до книги рекордів Гіннеса.
- Геллер Юхим Петрович — радянський та російський шахіст, з 1952 року гросмейстер, претендент на світову першість у 1950—1970 роках.
- Бєланов Ігор Іванович — радянський та український футболіст, володар «Золотого м'яча» 1986 року (одна з найпрестижніших футбольних нагород світу), володар Кубку володарів кубків 1986 року, віцечемпіон Європи 1988 року.

## Туризм

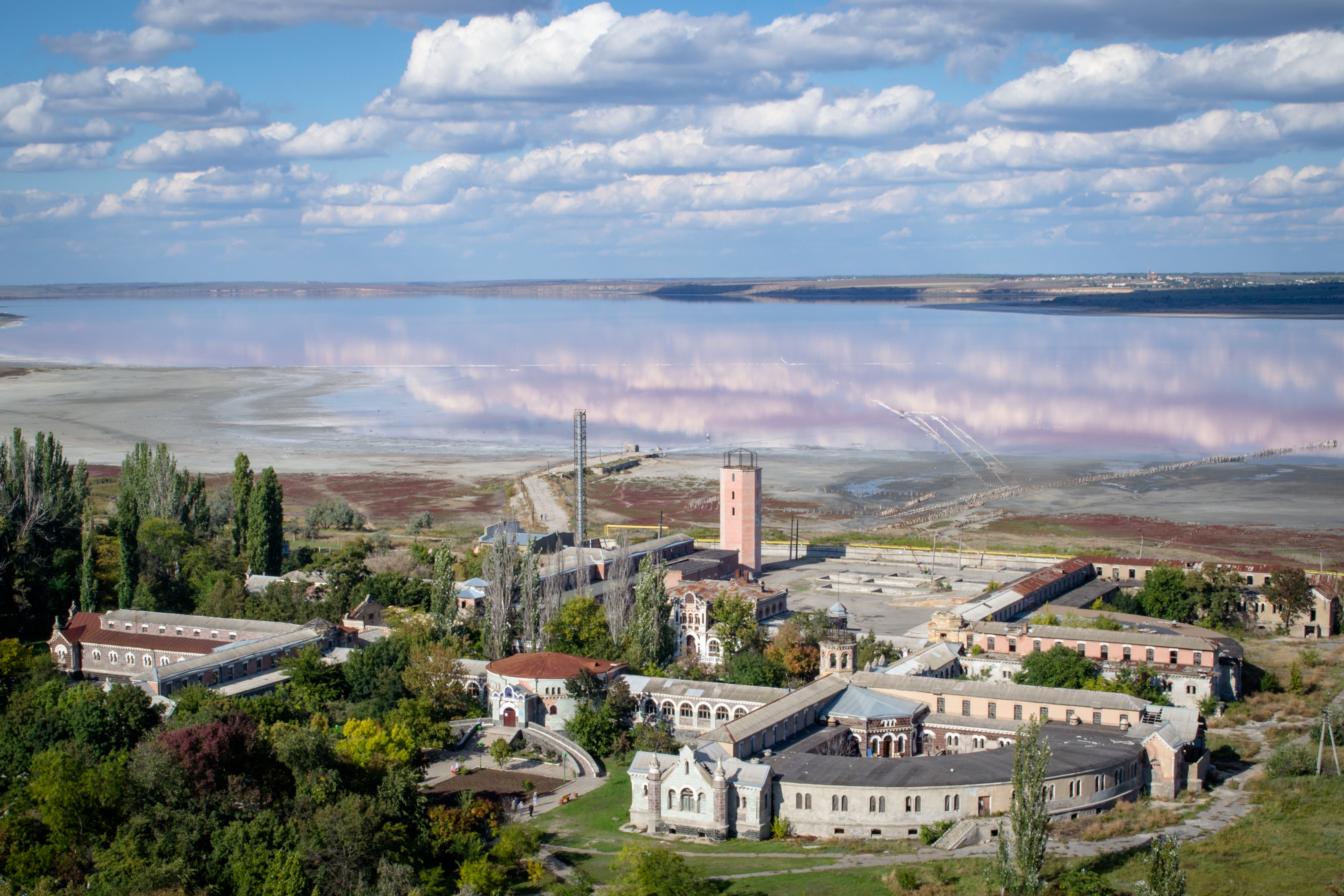
Краєвид санаторію «Куяльник» і Куяльницького лиману.

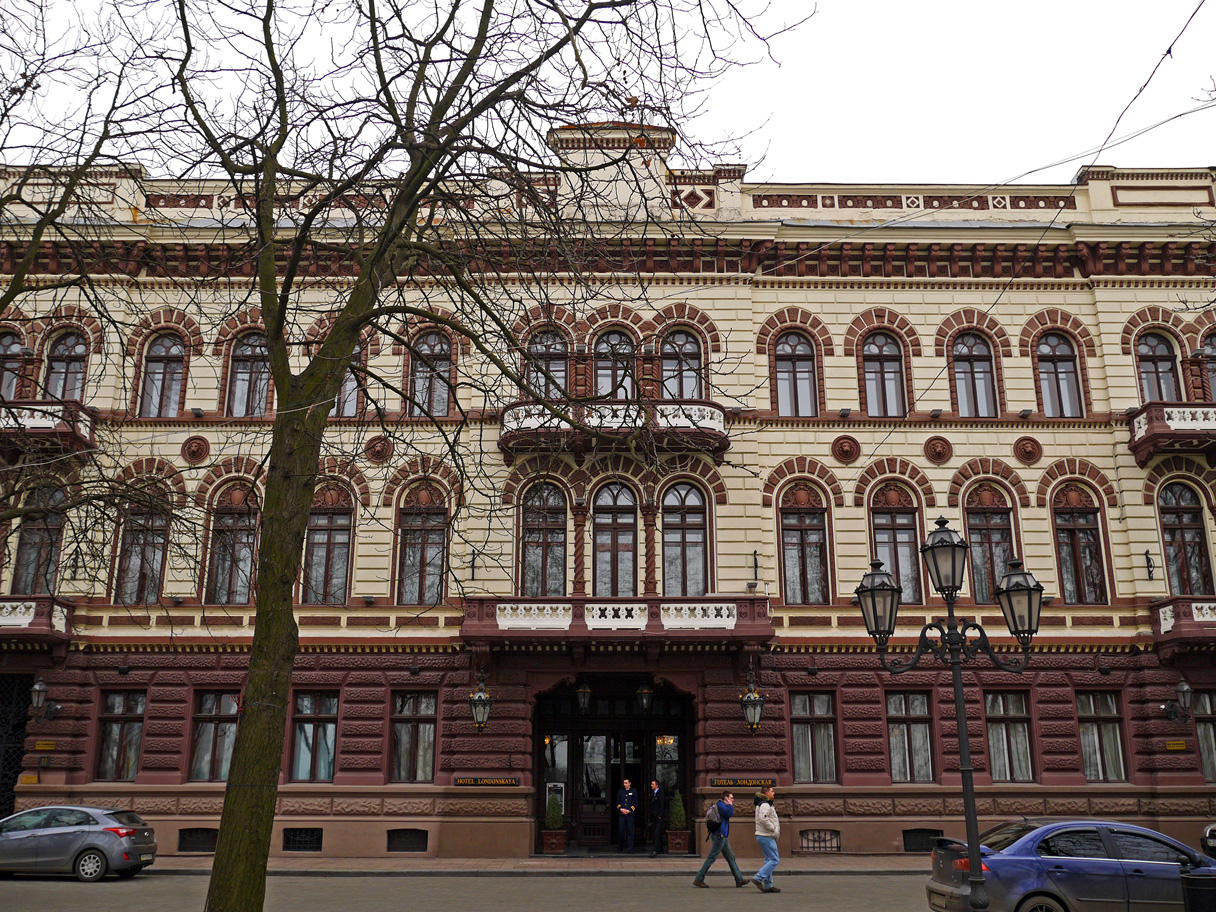
Готель «Лондонський».

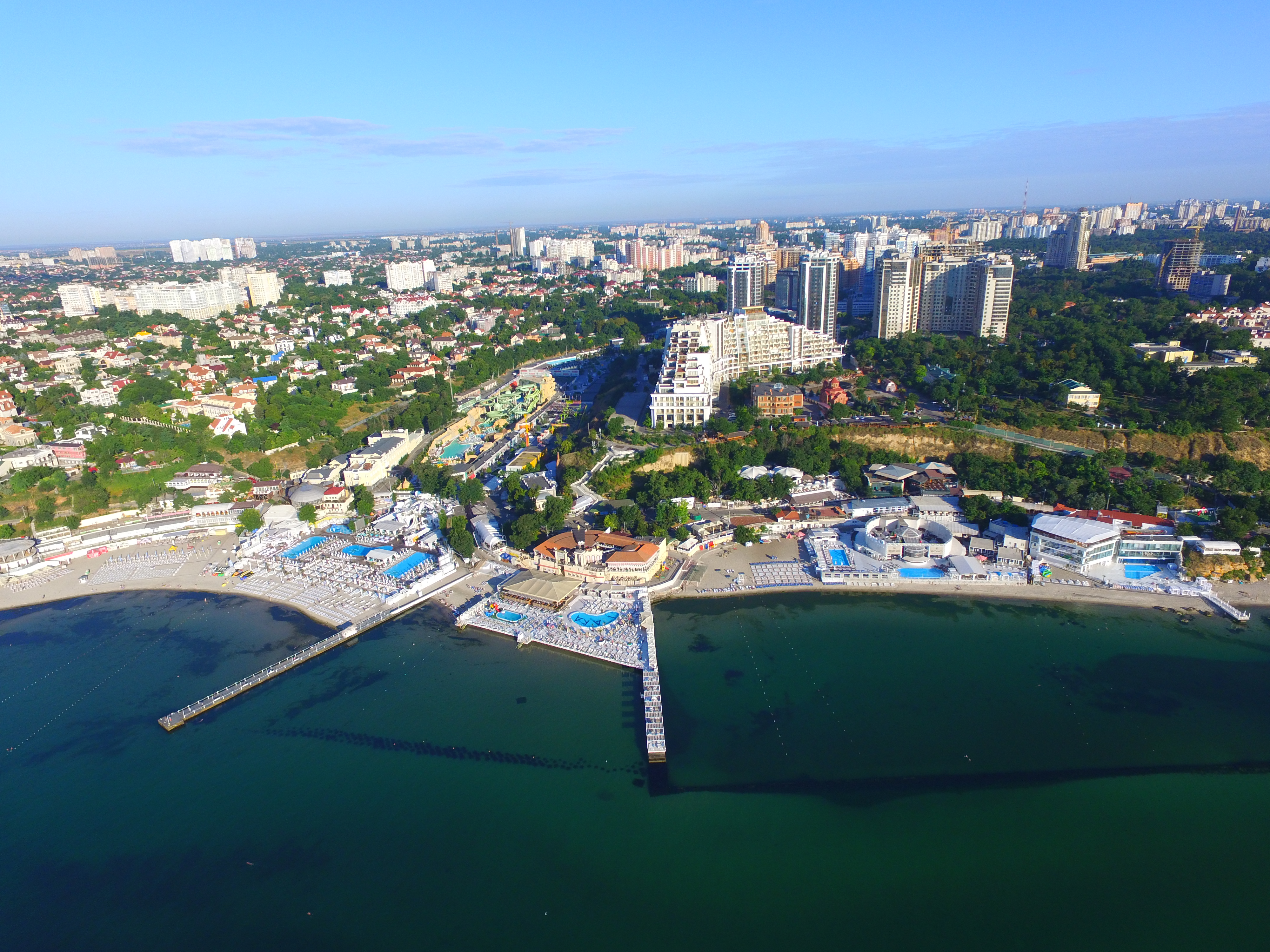
Аркадія

### Основна характеристика
|                                                  | Про себе скажу, що Бог зберігає, дає силу працювати та трудитися. Ранок постійно проходить у заняттях… Зима тут (в Одесі) цього року особливо сприятлива. Часом сонце гляне так радісно, так по-південному! Так раптом і згадується шматочок Ніцци… Оригінальний текст (рос.) О себе скажу, что Бог хранит, дает силу работать и трудиться. Утро постоянно проходит в занятиях... Зима здесь в этом году особенно благоприятна. Временами солнце глянет так радостно, так по-южному! Так вдруг и напомнится кусочек Ниццы... |
| — З листа Миколи Гоголя до Олександри Смирнової, | |

Одеський клімат вирізняється м'якістю та великою кількістю сонячних днів. Улітку, завдяки бризам, навіть у спекотні дні тут комфортніше, ніж у прилеглих степах. Лікувальні грязі лиманів та мінеральні джерела приваблюють до Одеси багато охочих відпочити. Курортна зона Одеси простягнута на десятки кілометрів уздовж берега та лиманів і є однією з найстаріших та найпопулярніших у країні. Популярність має Куяльницький лиман — унікальна природна лабораторія з лікувальною солоною водою та муловими грязями. Куяльник є одним з найстаріших грязьових курортів у країні. У місті безліч різноманітних місць відпочинку: боулінг-клуби, картинги, роликодроми, ковзанки, цирк, зоопарк, яхт-клуби тощо. Одеса має значний туристичний потенціал та передумовами для його розвитку. Уздовж всього узбережжя Одеси розташувалися пляжі: Лузанівка, Ланжерон, Відрада, Дельфін, Аркадія, група пляжів Великого Фонтану, Люстдорфу, а також безліч пляжів-санаторіїв та будинків відпочинку. На пляжі «Ланжерон» працює найбільший у країні дельфінарій. У 2021 році на узбережжі моря, неподалік від пляжу «Дельфін», відкритий перший та єдиний інклюзивний пляж «БЕЗМЕЖ», інфраструктура якого передбачає умови доступності для осіб з обмеженими можливостями.

### Готелі та санаторії
Одеса відома своїми санаторіями, курортами, пансіонатами тощо. Здебільшого такі заклади є в колись малозаселених приморських місцевостях, як Малий, Середній та Великий Фонтани, Аркадія та Люстдорф. Серед відомих санаторіїв можна відзначити такі заклади: санаторій імені Горького, «Одеський», «Одеса», «Біла акація», «Червоні зорі», «Магнолія», імені Чкалова та «Лермонтовський». Серед відомих курортів, що існують у місті або біля нього треба відзначити курорти, що розташовані у селищах Затока, Сергіївка та Чорноморське, у селах Грибівка та Кароліно-Бугаз, а також курорт «Куяльник», що є біля однойменного лиману. В Одесі багато готелів. Станом на 1 лютого 2014 року в Одесі налічується 1 п'ятизірковий, 15 чотиризіркових, 7 тризіркових та 51 інший готель. Деякі з них мають столітню історію. Там зупинялися такі відомі особистості, як Роберт Луїс Стівенсон, Іван Айвазовський, Анрі Барбюс, Жорж Сіменон. Серед таких готелів можна відзначити «Бристоль», «Велика Московська», «Імперіал», «Лондонський» тощо. Серед готелів, що були засновані нещодавно, можна насамперед відзначити: «Лондон», «Моцарт», «Одеса» тощо.

## Інше

### Визнання
- 1 травня 1945 року місту було надано звання «Міста-героя».[209]
- 1998 року Одеса стала першим містом серед країн колишнього Радянського Союзу, яке отримало нагороду «Прапор Честі Ради Європи»[210]. Вона вручається тим містам, що «поширюють європейську ідеологію». Але тільки 28 грудня 2006 року нагороду було передано місцевій владі.
- 2009 року Одеса отримала іншу нагороду Ради Європи — «Таблиця Ради Європи», що є другою за важливістю нагородою цієї організації[210].
- У лютому 2010 року Аналітично-дослідницький центр «Інститут міста» назвав Одесу найкращим українським містом за якістю життя населення[211].
- Того ж року, журнал «fDi Magazine»[en] у рейтингу найбільш привабливих європейських міст визнав Одесу четвертою. Обігнали українське місто лише представники ЄС — Амстердам, Рига та Вільнюс[212][213].
- 2011 року за версією журналу «Фокус», Одеса посіла перше місце у рейтингу українських міст за рівнем життя[142].
- 2024 року, за рейтингом numbeo[214], найбільшої в світі бази даних користувачів про міста та країни по всьому світу, Одеса стала лідером за рівнем злочинності в Східній Європі[215][216].